# Biserica reformată din Sântana de Mureș

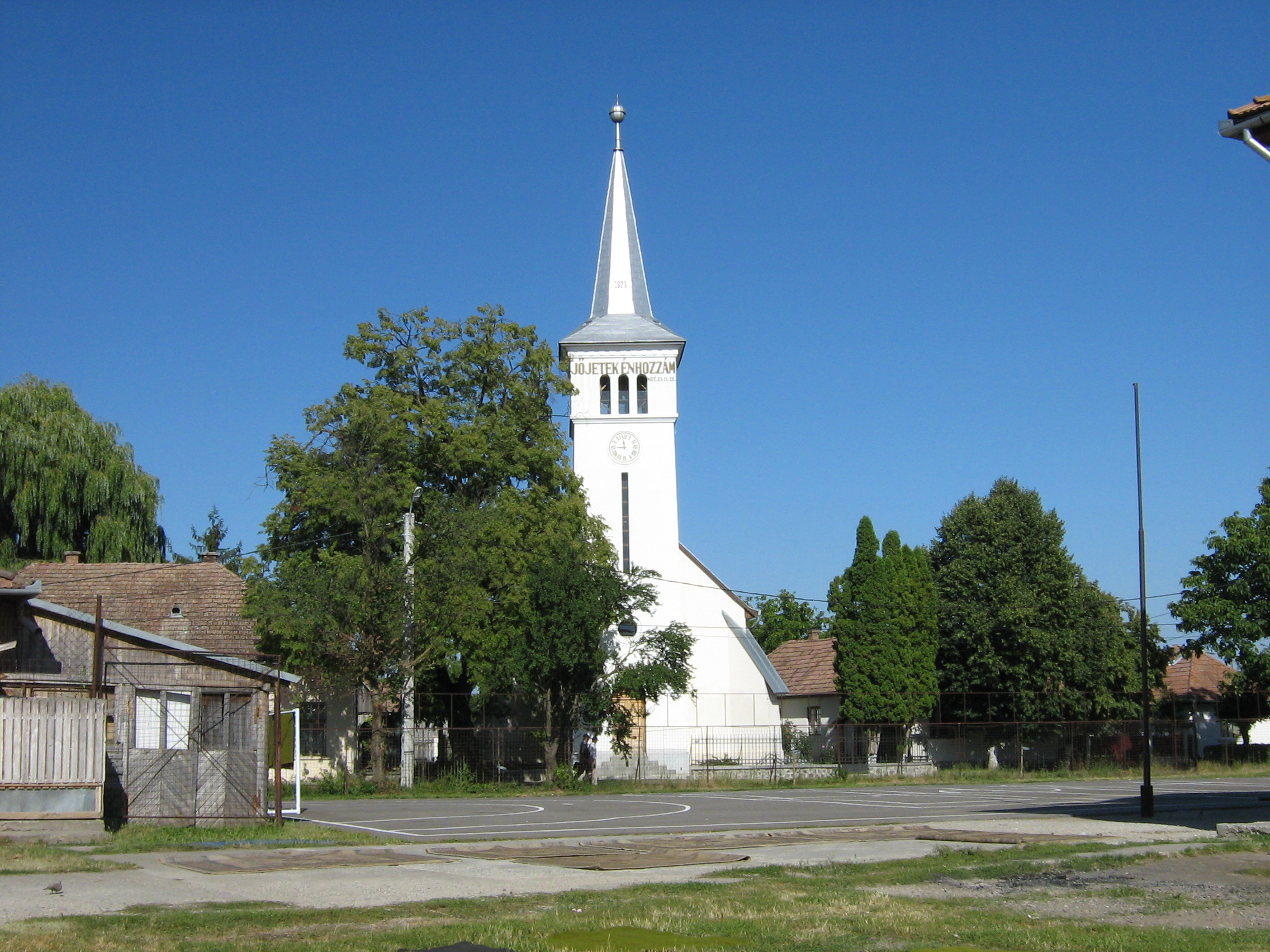
Biserica reformată din Sântana de Mureș, comuna Sântana de Mureș, județul Mureș, foto: iulie 2009.

Biserica reformată din Sântana de Mureș, comuna Sântana de Mureș, județul Mureș, a fost construită în secolul XIII. Biserica se află pe noua listă a monumentelor istorice sub codul LMI:  MS-II-m-A-15800. 

## Istoric și trăsături
Prima atesare documentară a localității provine din anul 1332. Din epoca de construcție provine absida semicirculară, bolta absidei și pastoforiul. Ferestrele absidei și navei au fost modificate, parțial zidite, în secolele XVIII-XIX. La începutul secolului XIX s-a construit un turn de lemn, alipit laturii vestice, ce a fost înlocuit în anul 1930 cu un turn de cărămidă. Turnul a fost construit de către meșterul Benkő Károly, pe propria cheltuială. Cu prilejul acestei intervenții s-au distrus picturile laturii vestice și portalul vestic. 
Picturile murale din biserică dovedesc o puternică influență nord-italiană, ele au fost executate în secolul XIV. Inițial, toată suprafața interioară a bisericii a fost pictată integral. La mijlocul secolului XVI, comunitatea și biserica trec la religia reformată, picturile fiind acoperite cu var. Picturile au fost descoperite și decapate de către profesorul de desen Nemes Ödön în anul 1895.  Între anii 1911-1912, Comisia Monumentelor Istorice de la Budapesta a inițiat restaurarea picturilor din absidă. În restaurarea picturilor, obiectivul principal a fost  prezentarea tuturor fragmentelor de pictură, în așa fel încât interiorul să fie tratat ca un tot unitar. Toate tencuielile ulterioare fără decorație au fost înlăturate, fiind aplicată o tencuială asemănătoare ca textură și culoare cu cea originală. În interiorul suprafețelor pictate, micile lipsuri au fost retușate, integrate.
Coronamentul amvonului, bogat în elemente ornamentale florale, cioplite și pictate, a fost executat în anul 1773. Pe cornișa superioară este următoarea inscripție: „S-a făcut din cheltuiala bisericii reformate din Sântana de Mureș, 1773. Matei 24: De aceea și voi fiți gata; căci Fiul Domnului va veni în ceasul în care nu vă gândiți”.
Proptirea construită pentru sprijinirea arcului de triumf este unică în Transilvania. Proptele din grinzi de stejar erau acoperite de scânduri de brad cu pictură decorativă. Probabil în același timp (a doua jumătate a secolului al XVIII-lea) cu celelalte elemente ale mobilierului, a fost construit tavanul casetat al navei. Tavanul casetat avea o pictură ornamentală, cu motive vegetale. Elementele tavanului casetat au fost folosite la podul navei bisericii.
Clopotul mare datează din 1497 și are următoarea inscripție: „O rex glo(r)ie veni cum pace ih(e)s(us) n(azarenus) r(ex) i(udaeorum) 1497”.

## Imagini din exterior

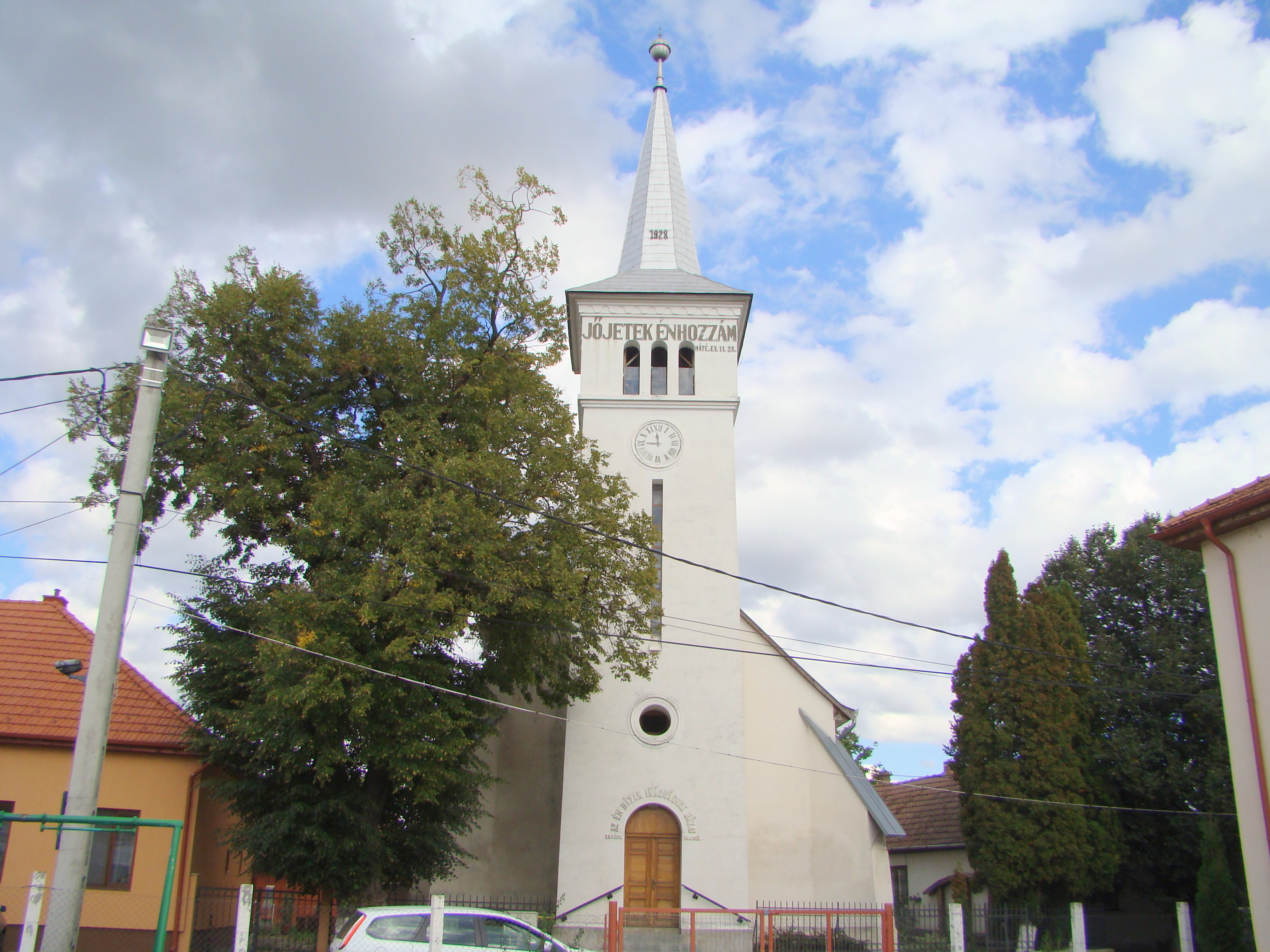
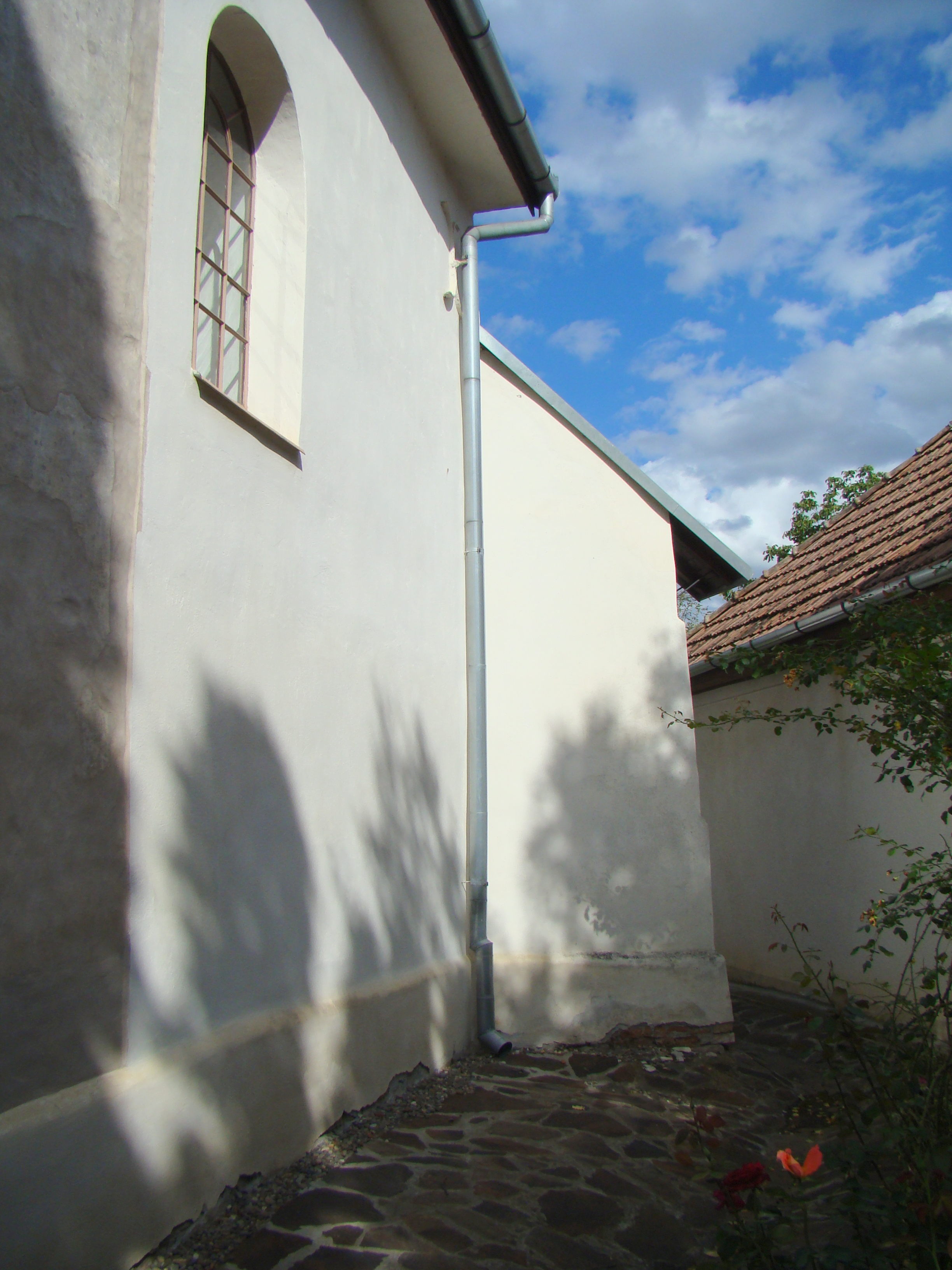
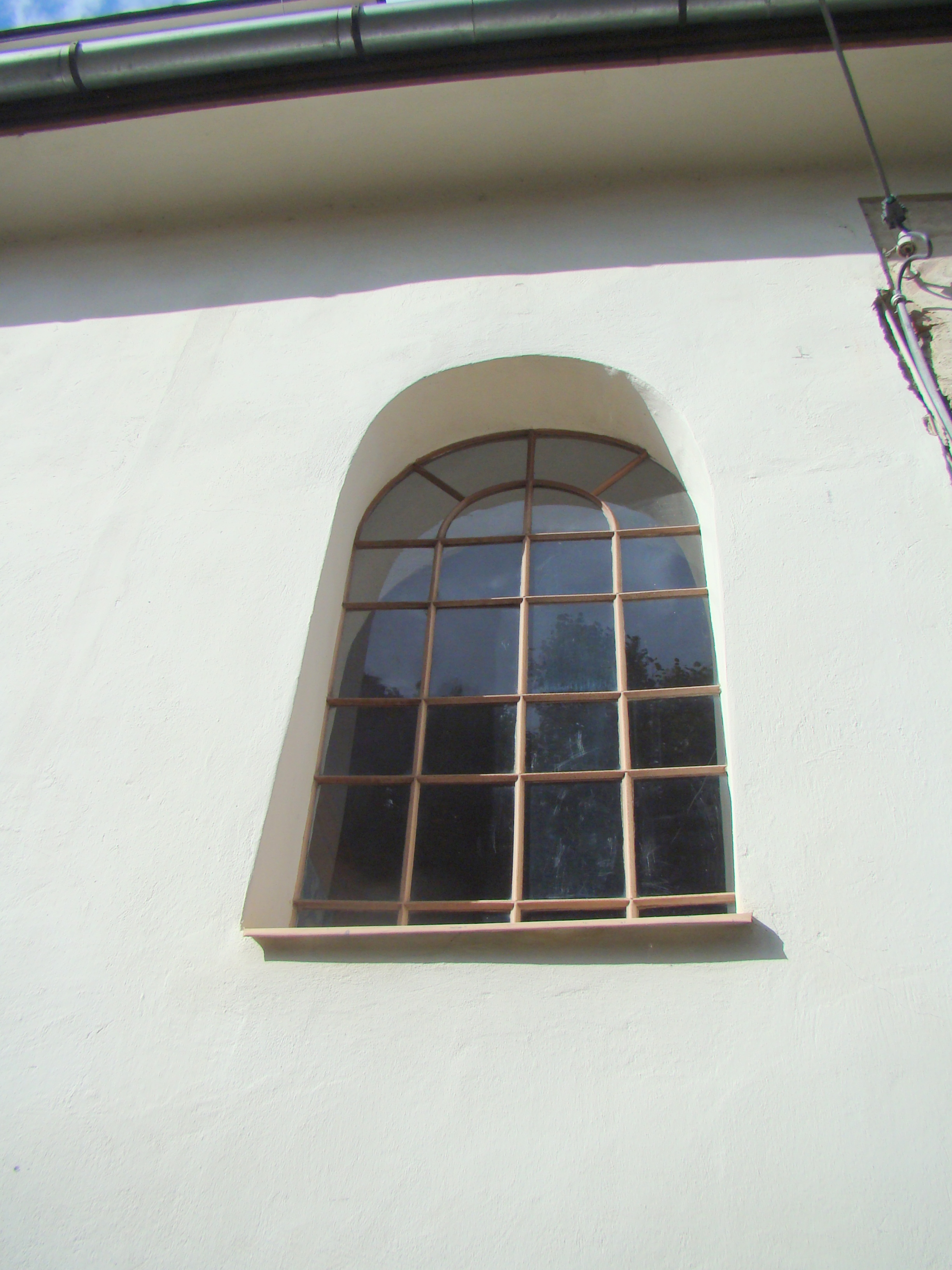
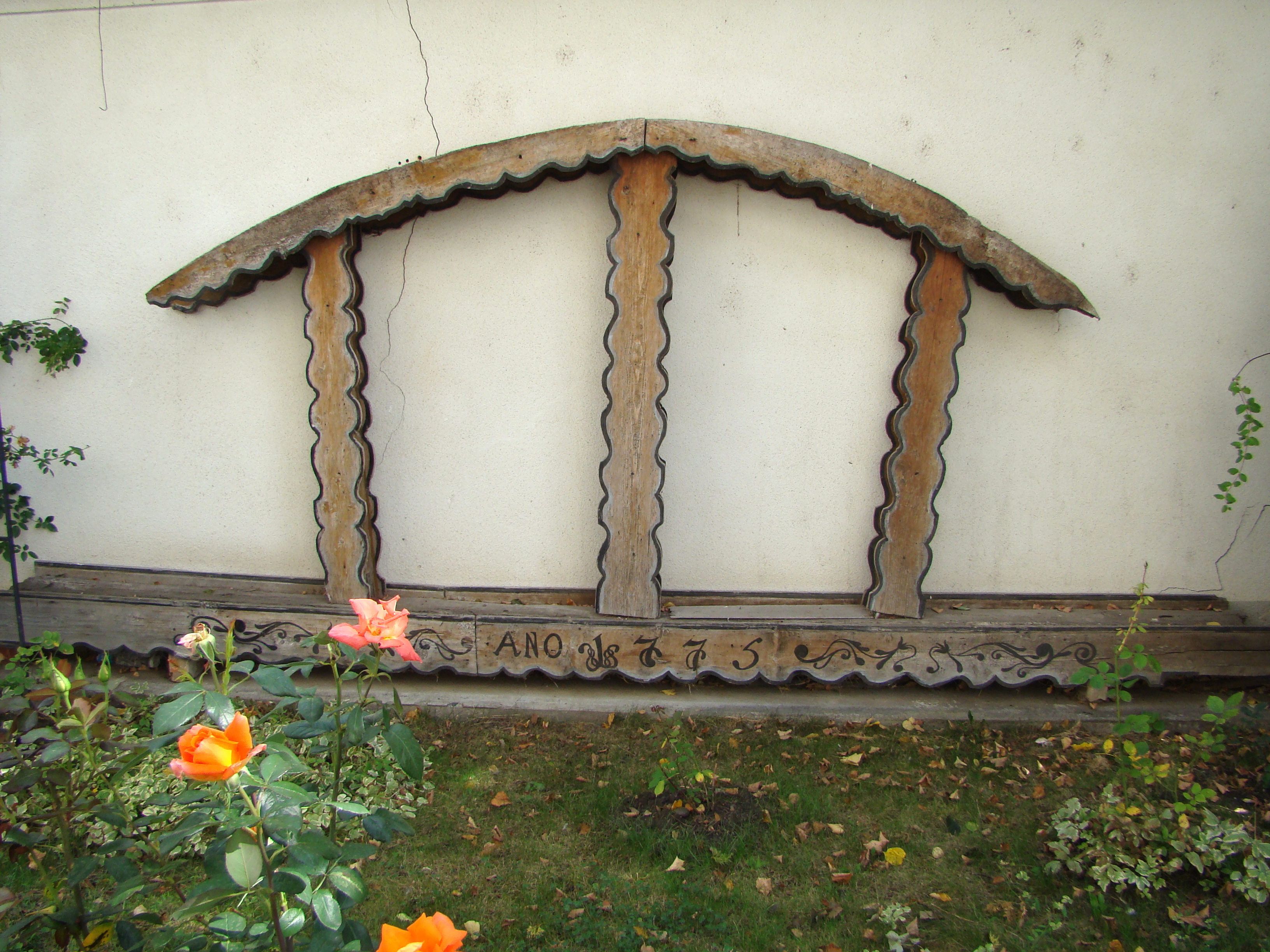
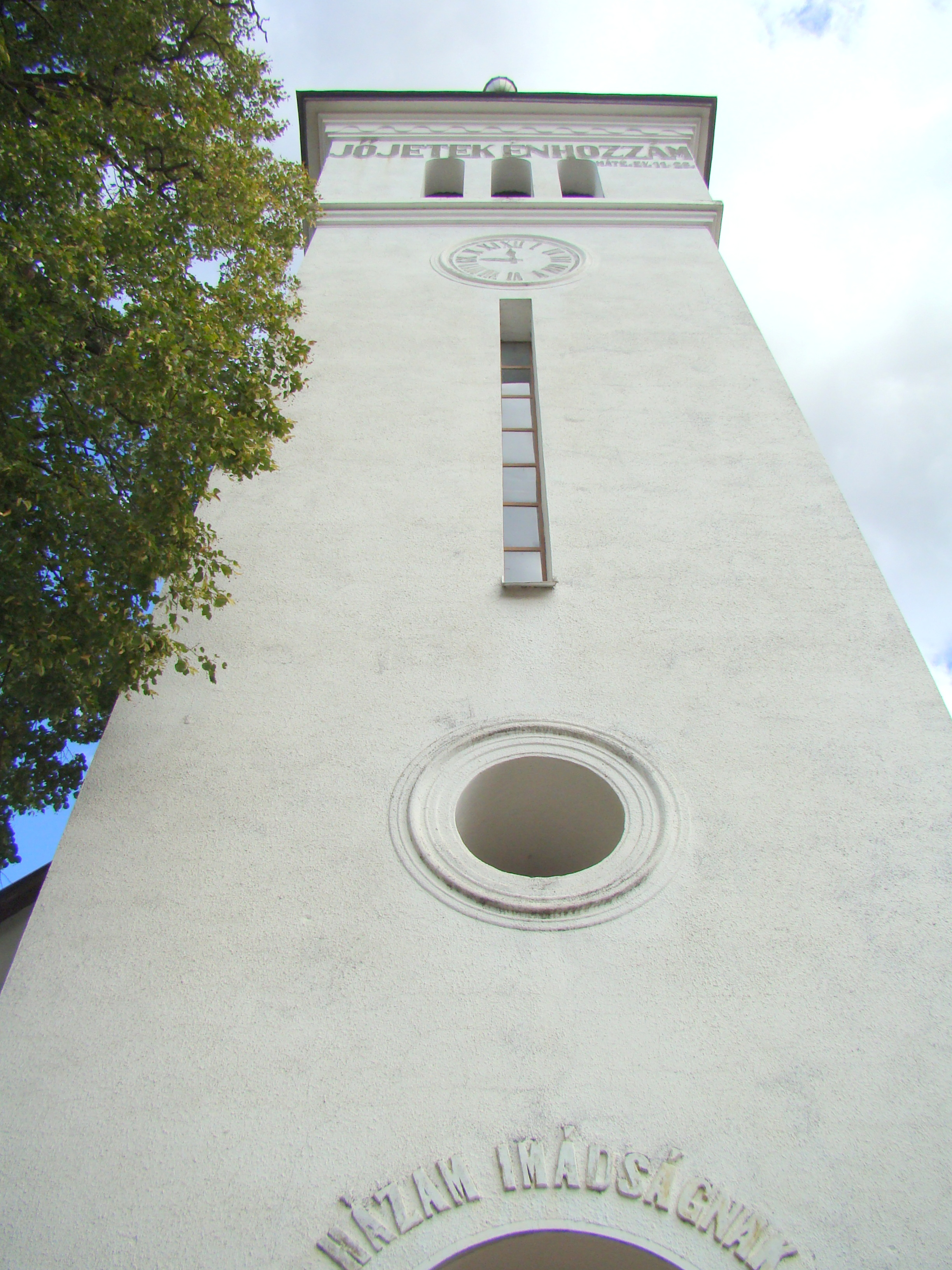
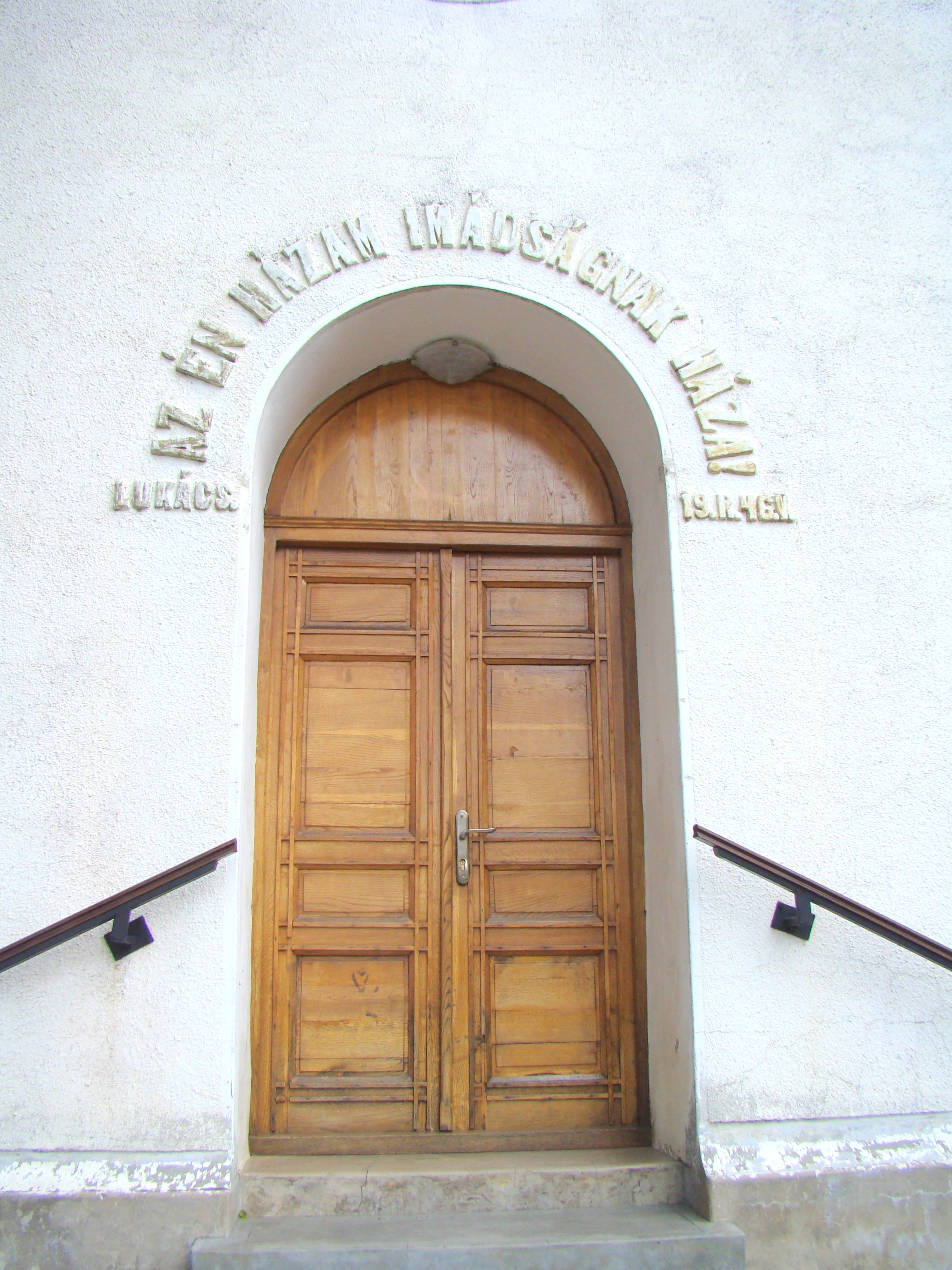
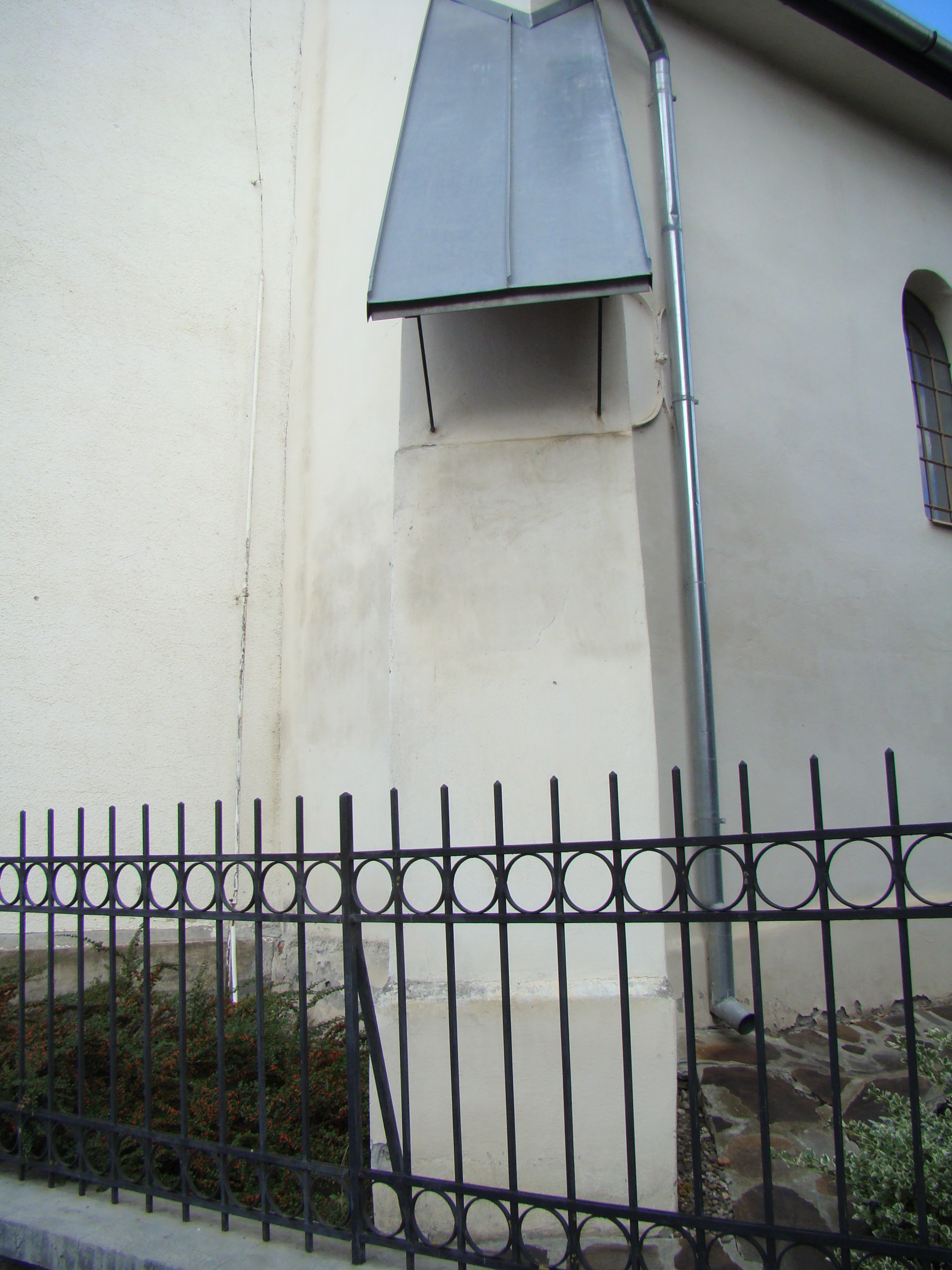
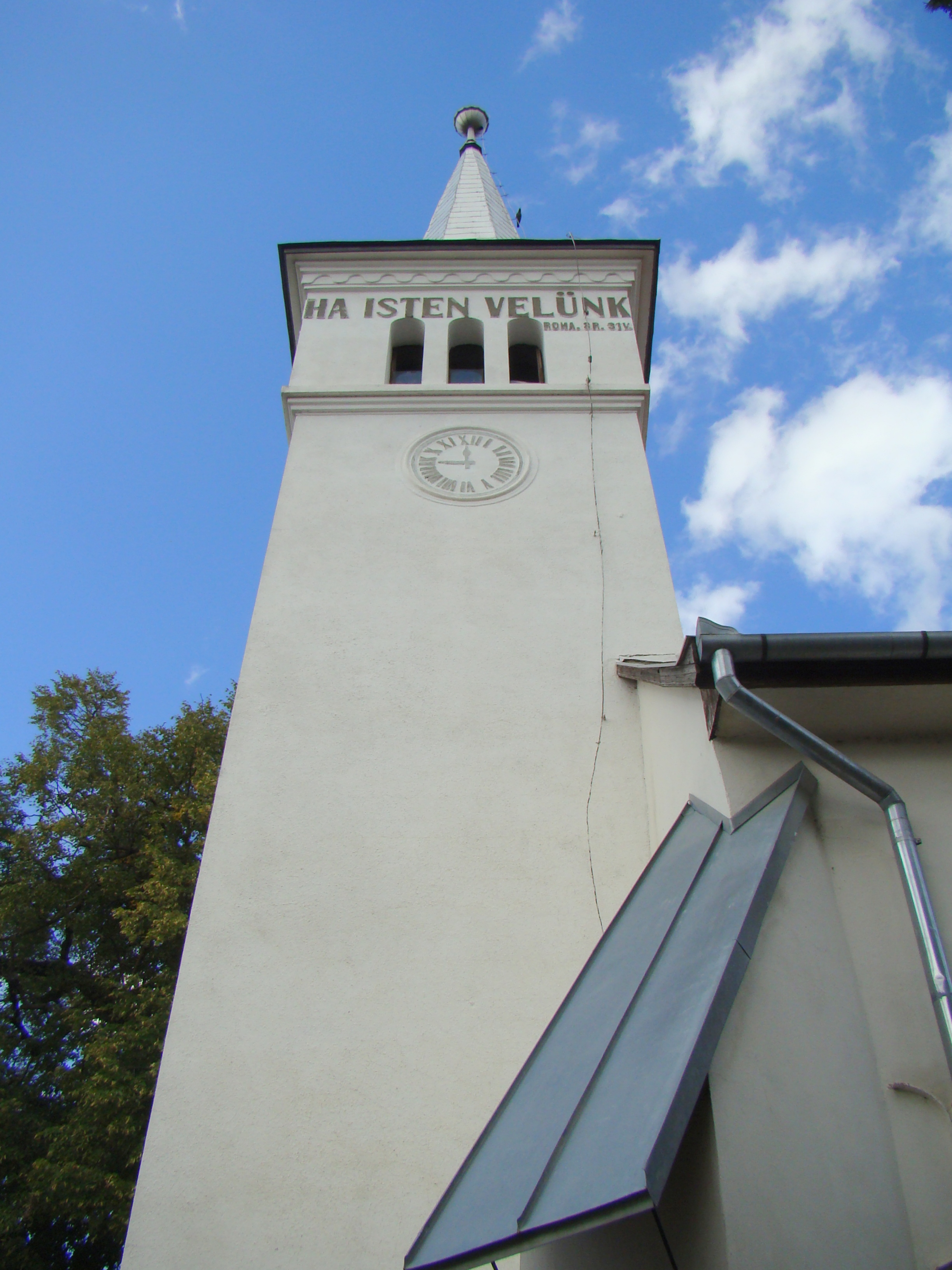
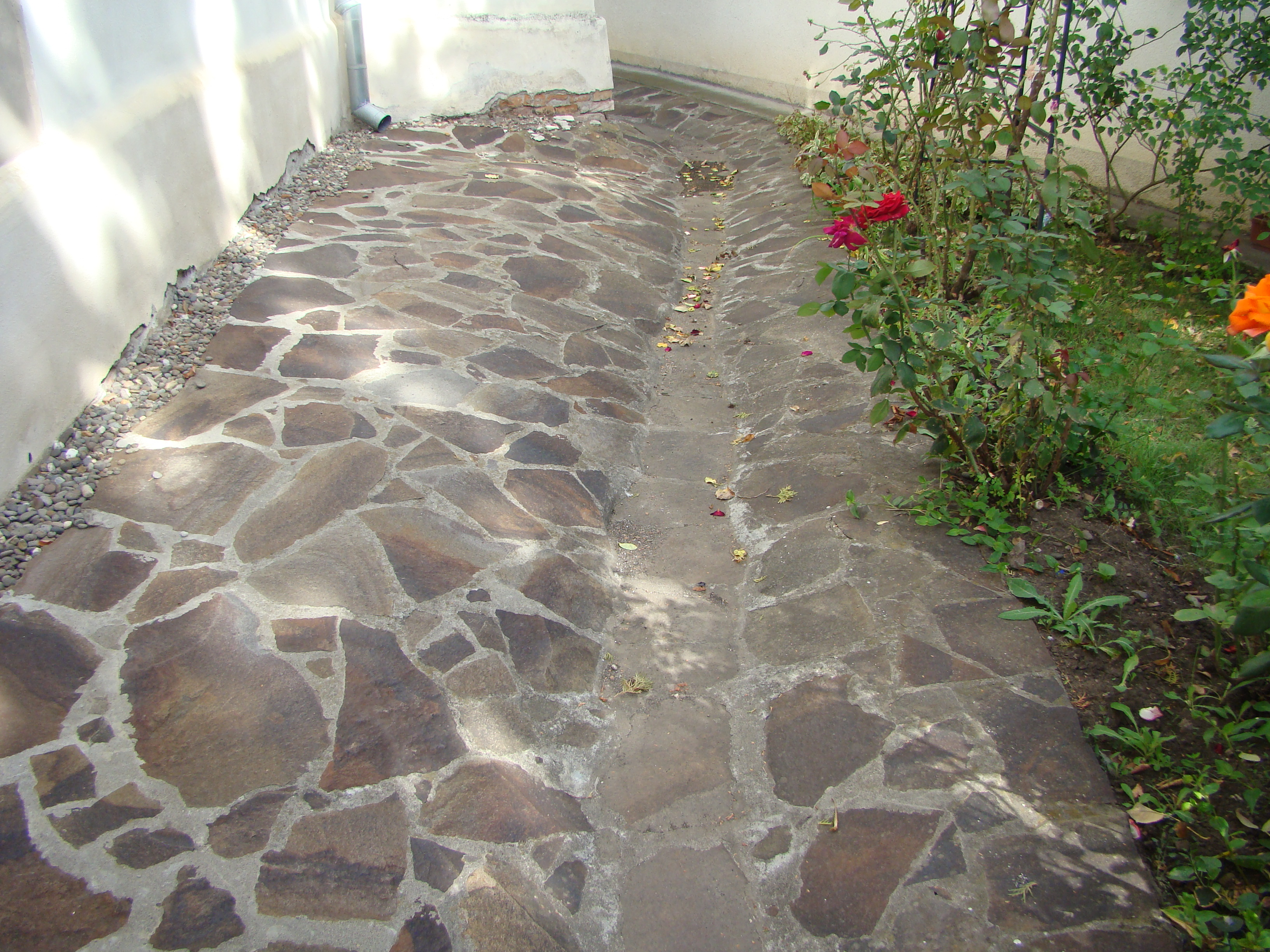
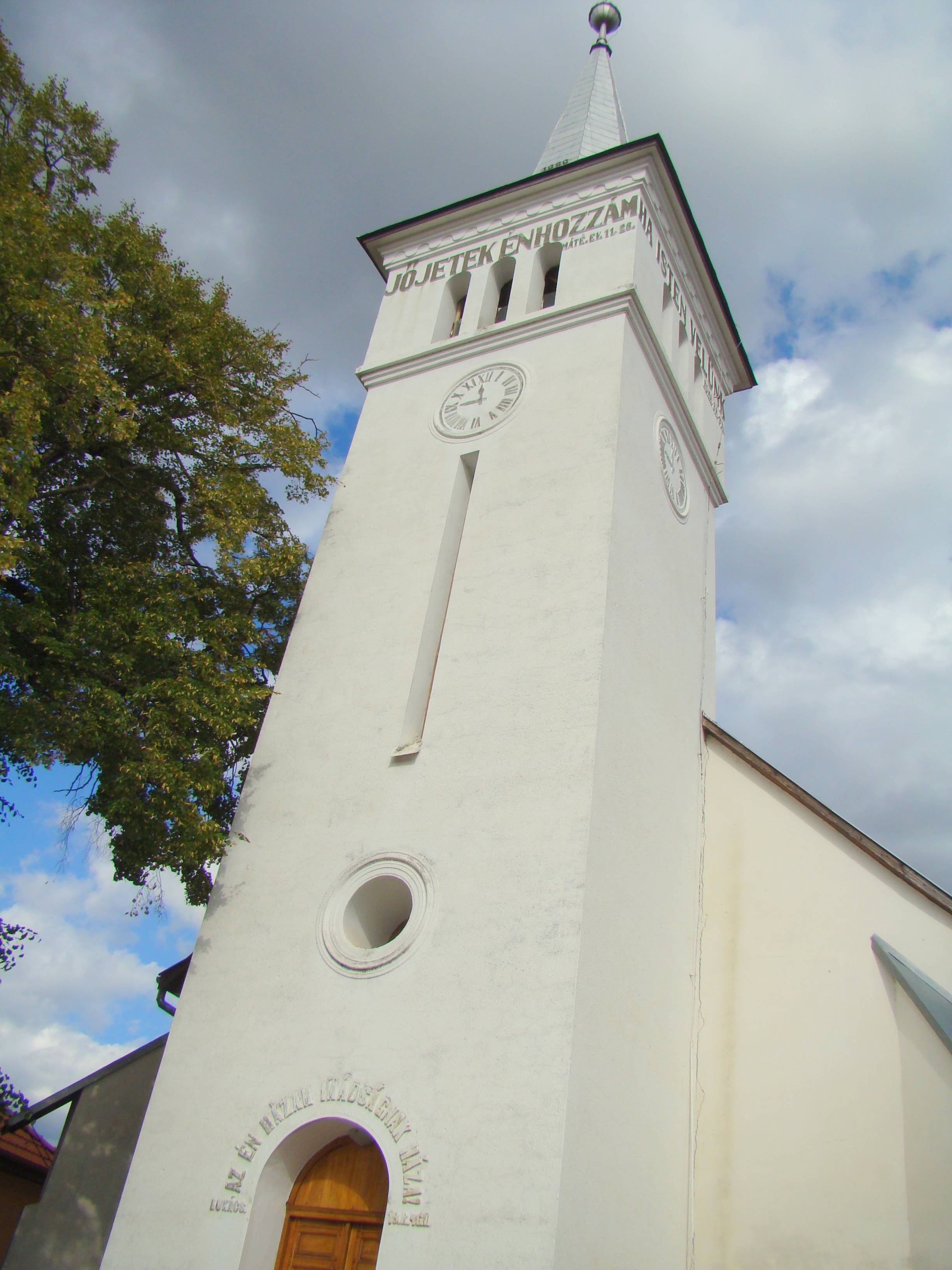

## Imagini din interior

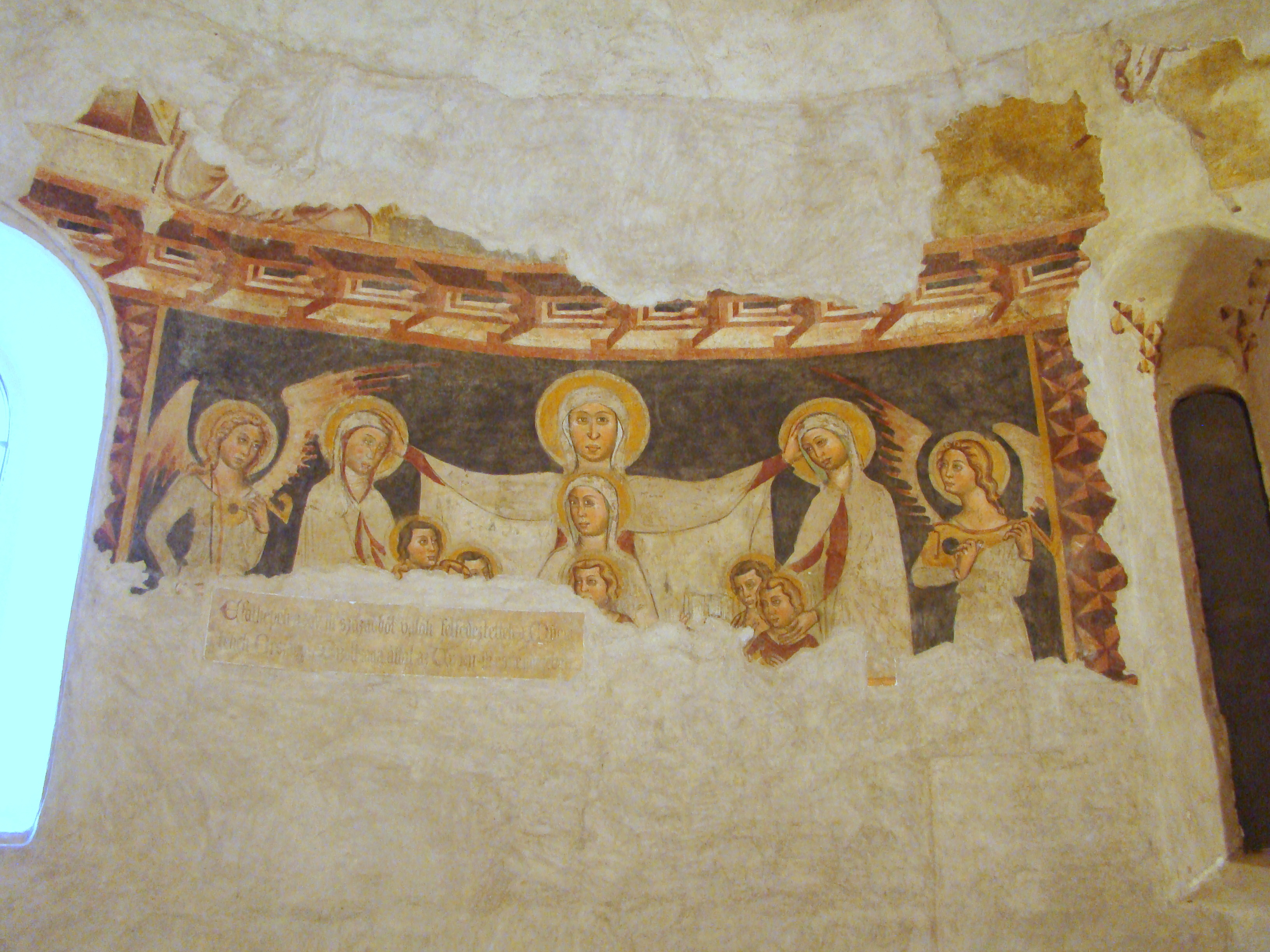
Absidă: Ana întreită între fericitele neamuri
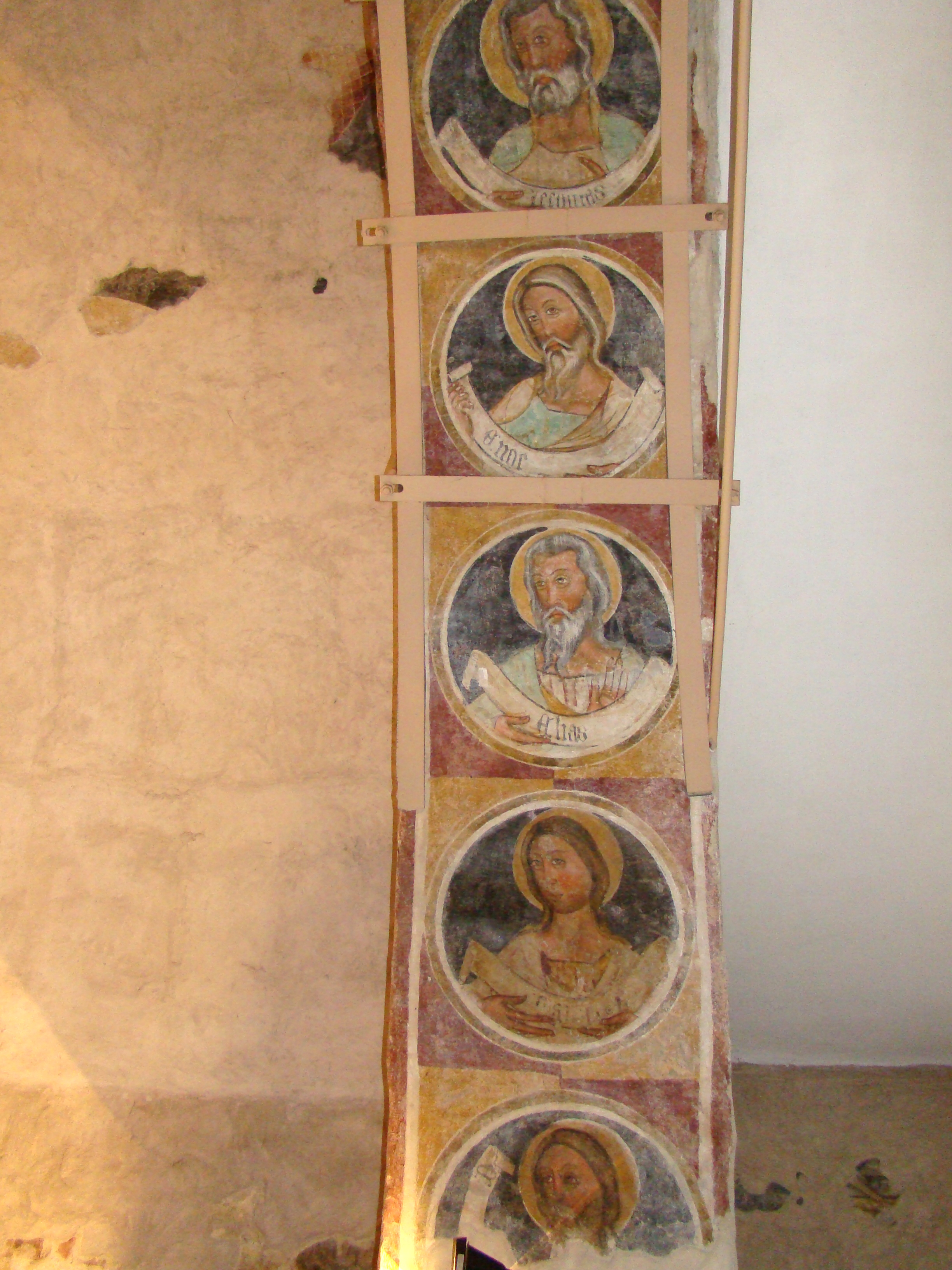
Intradosul arcului de triumf: medalioane cu busturile proorocilor din Vechiul Testament
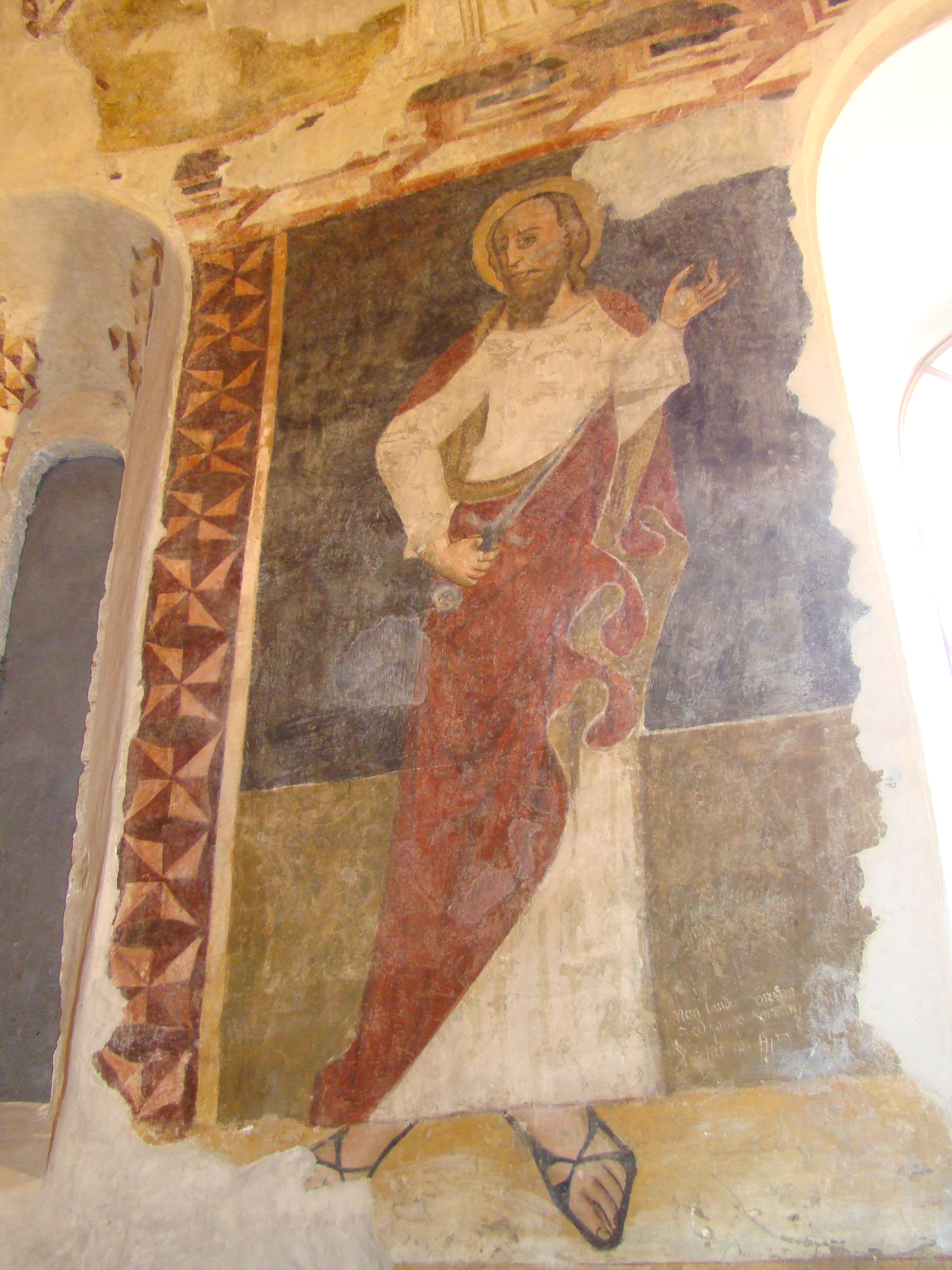
Absidă, latura sudică: apostolul Pavel
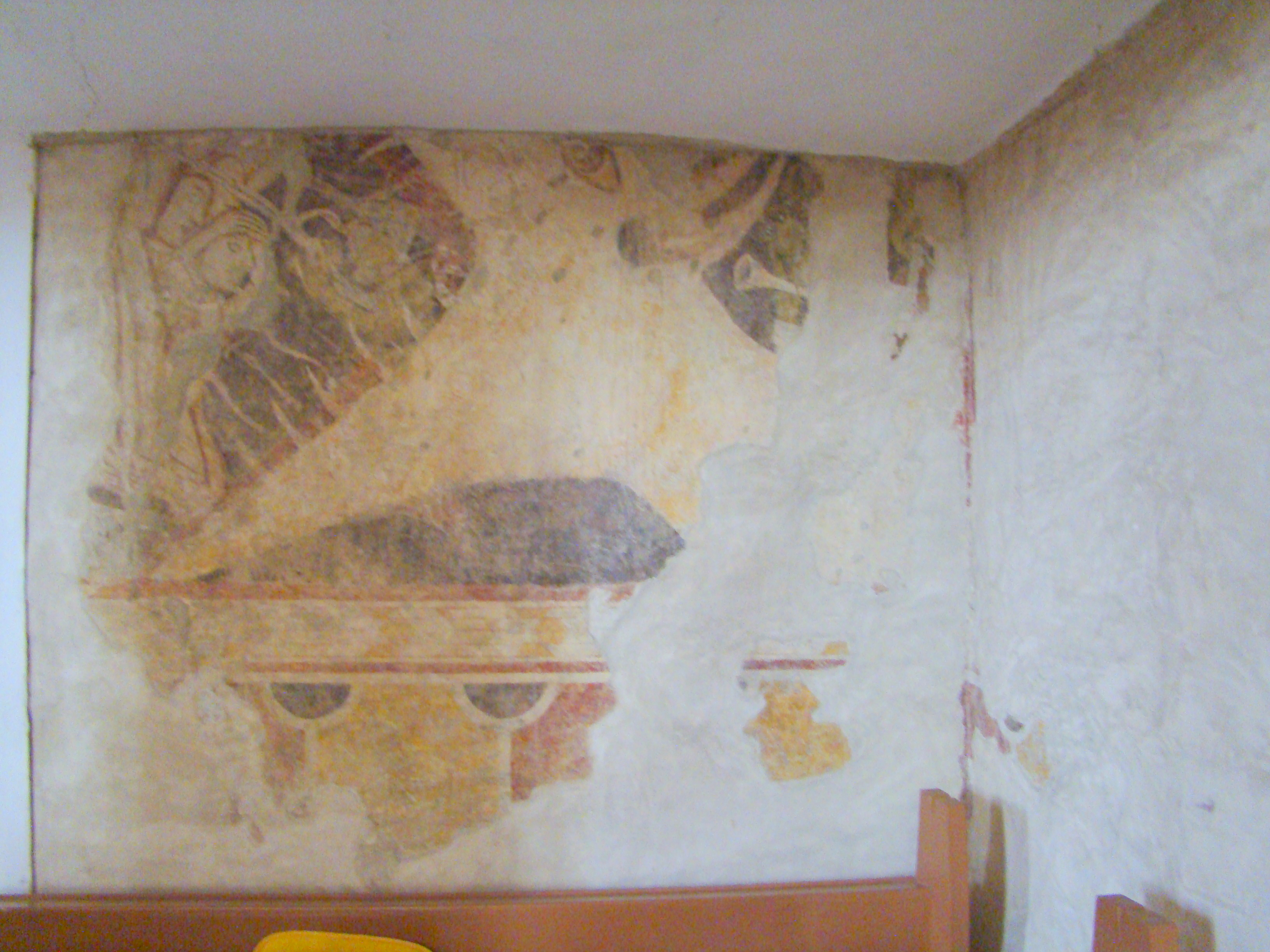
Latura vestică a navei: Leviatanul
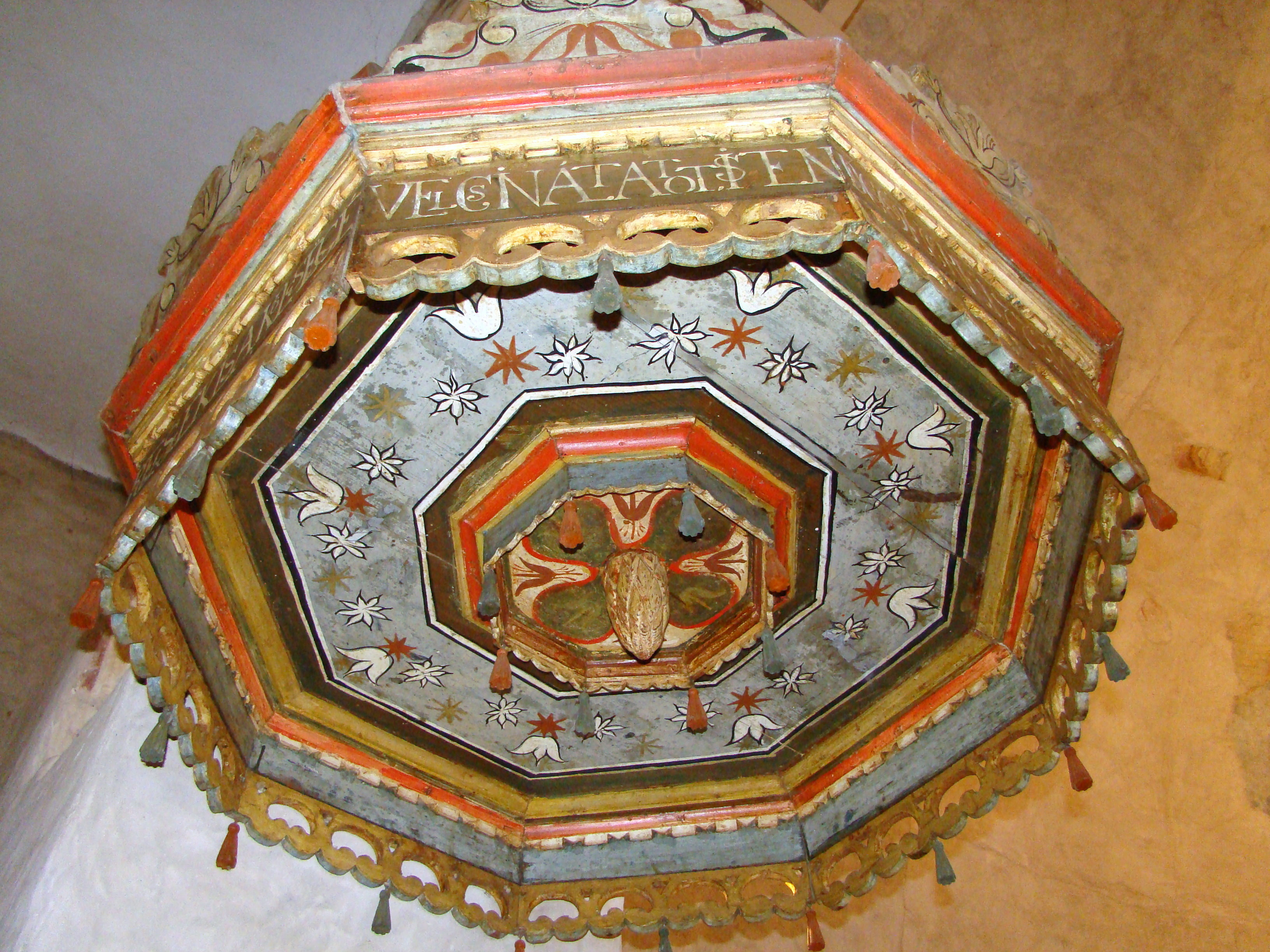
Coroana amvonului
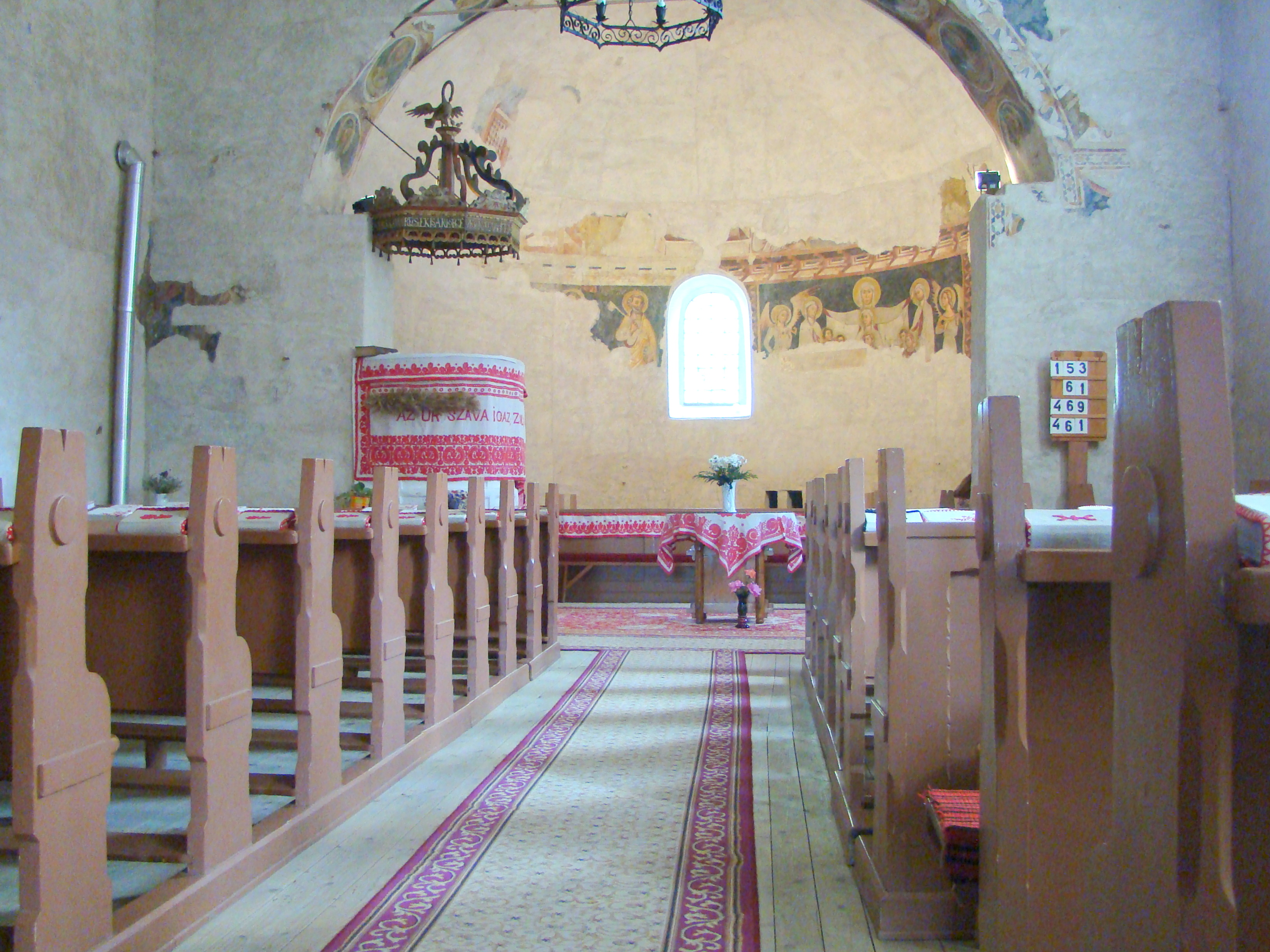
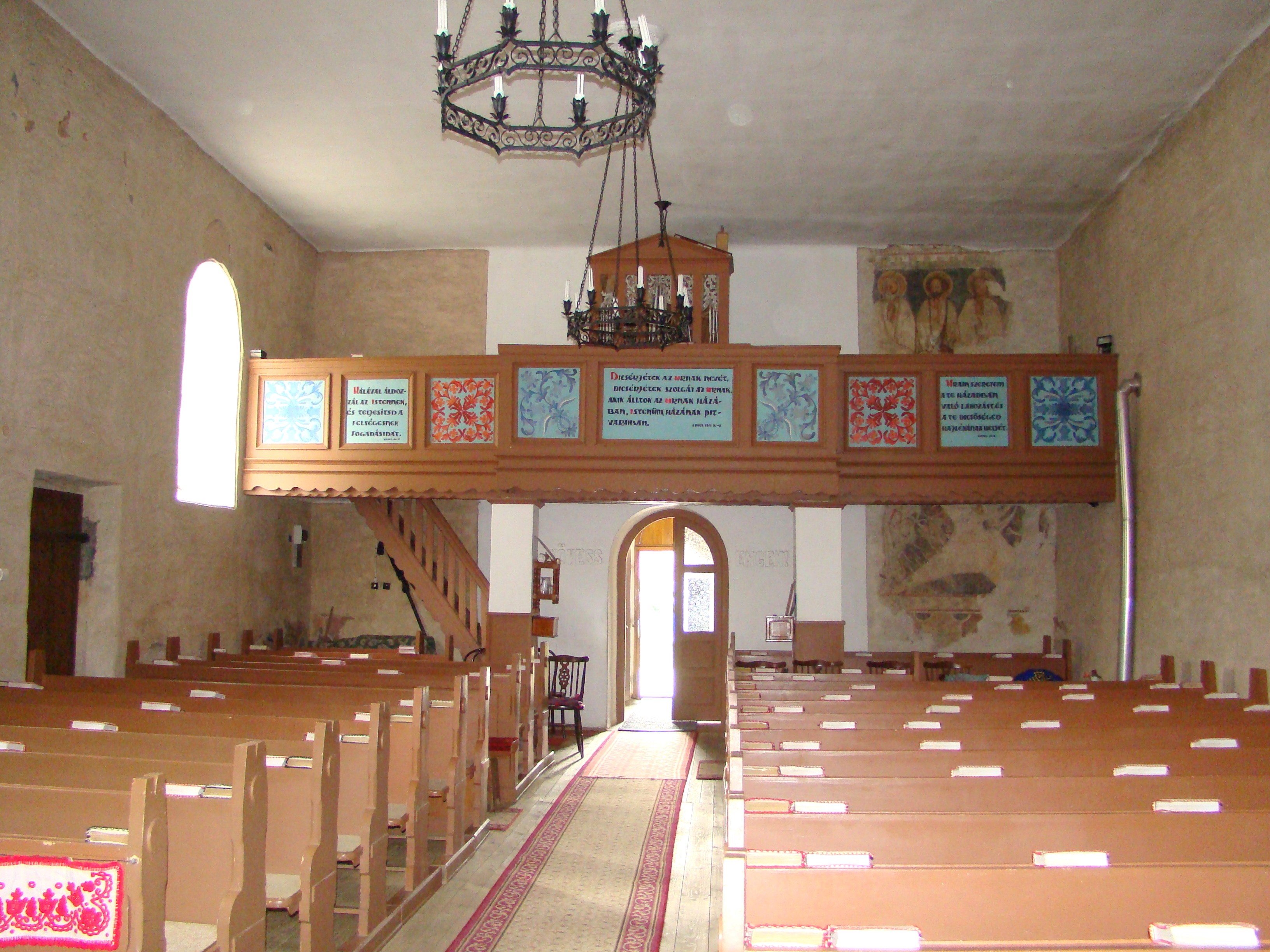
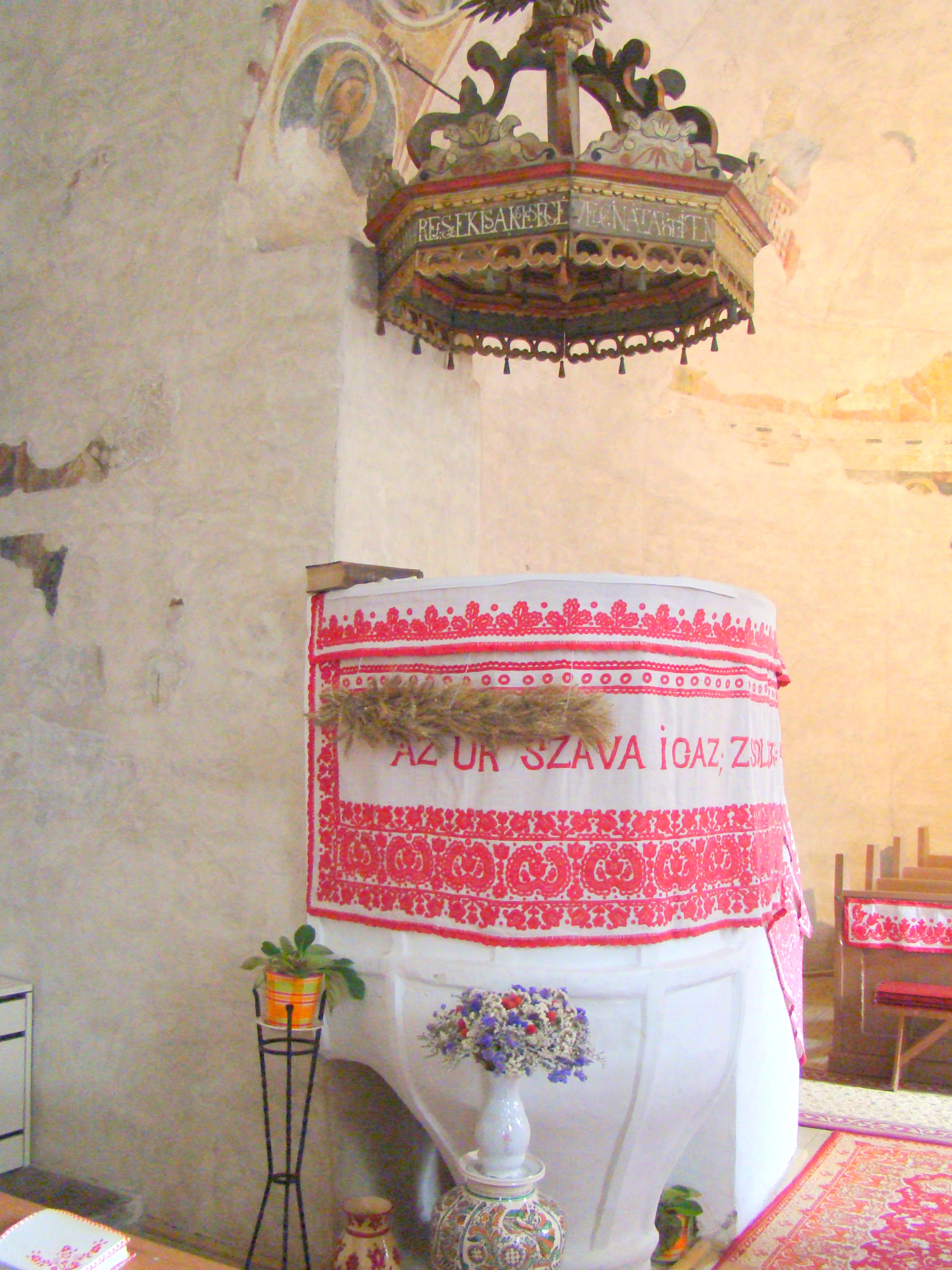
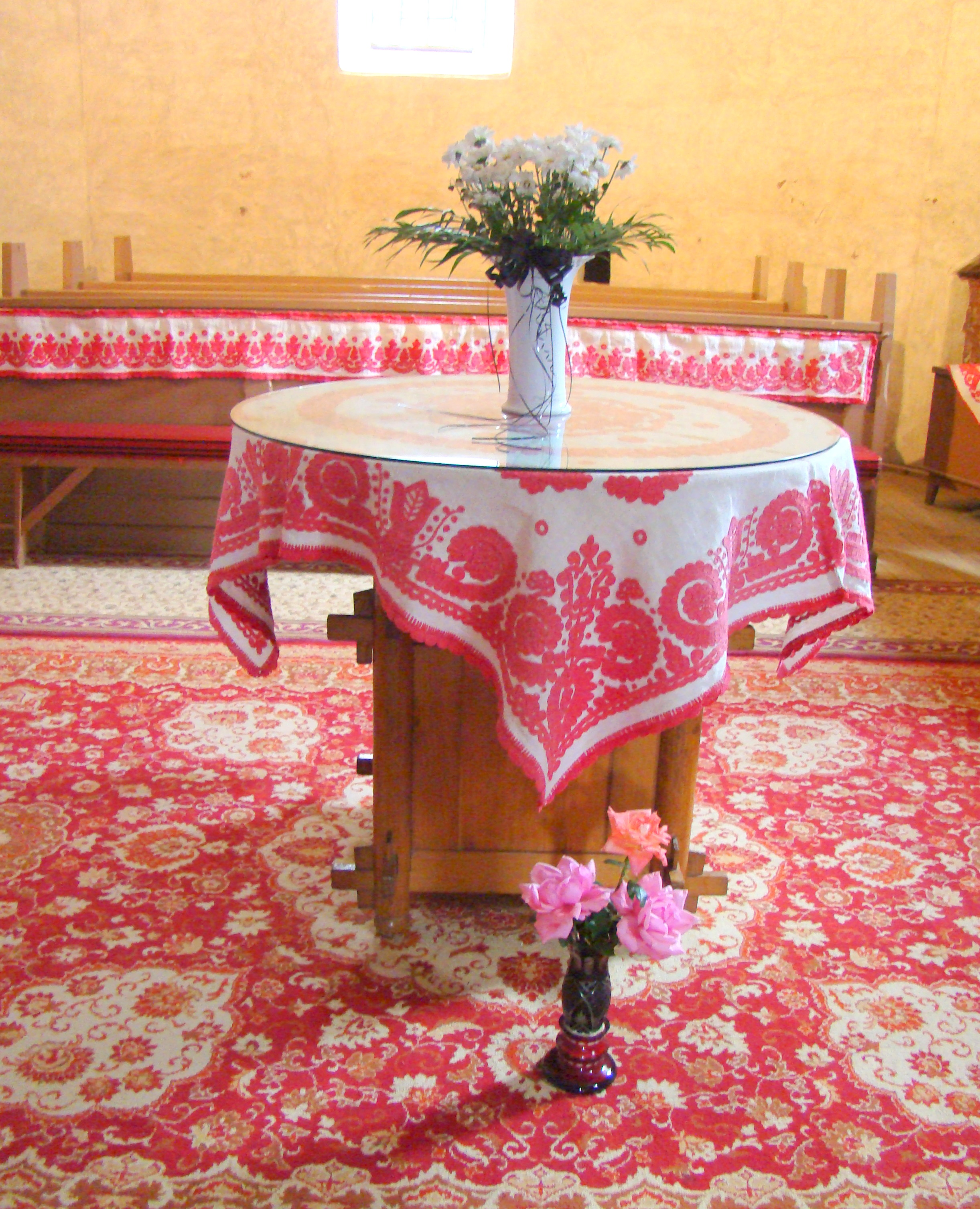
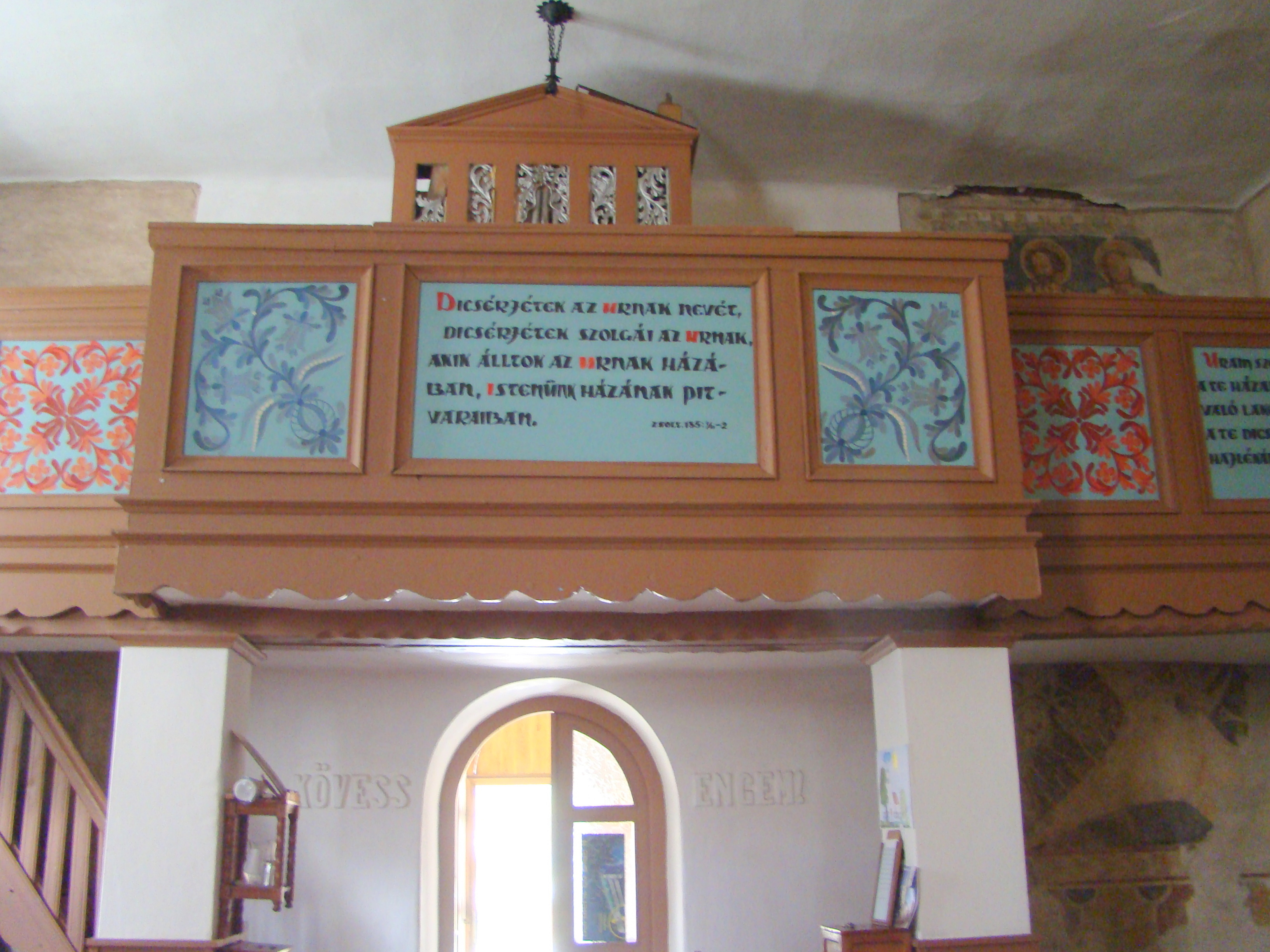
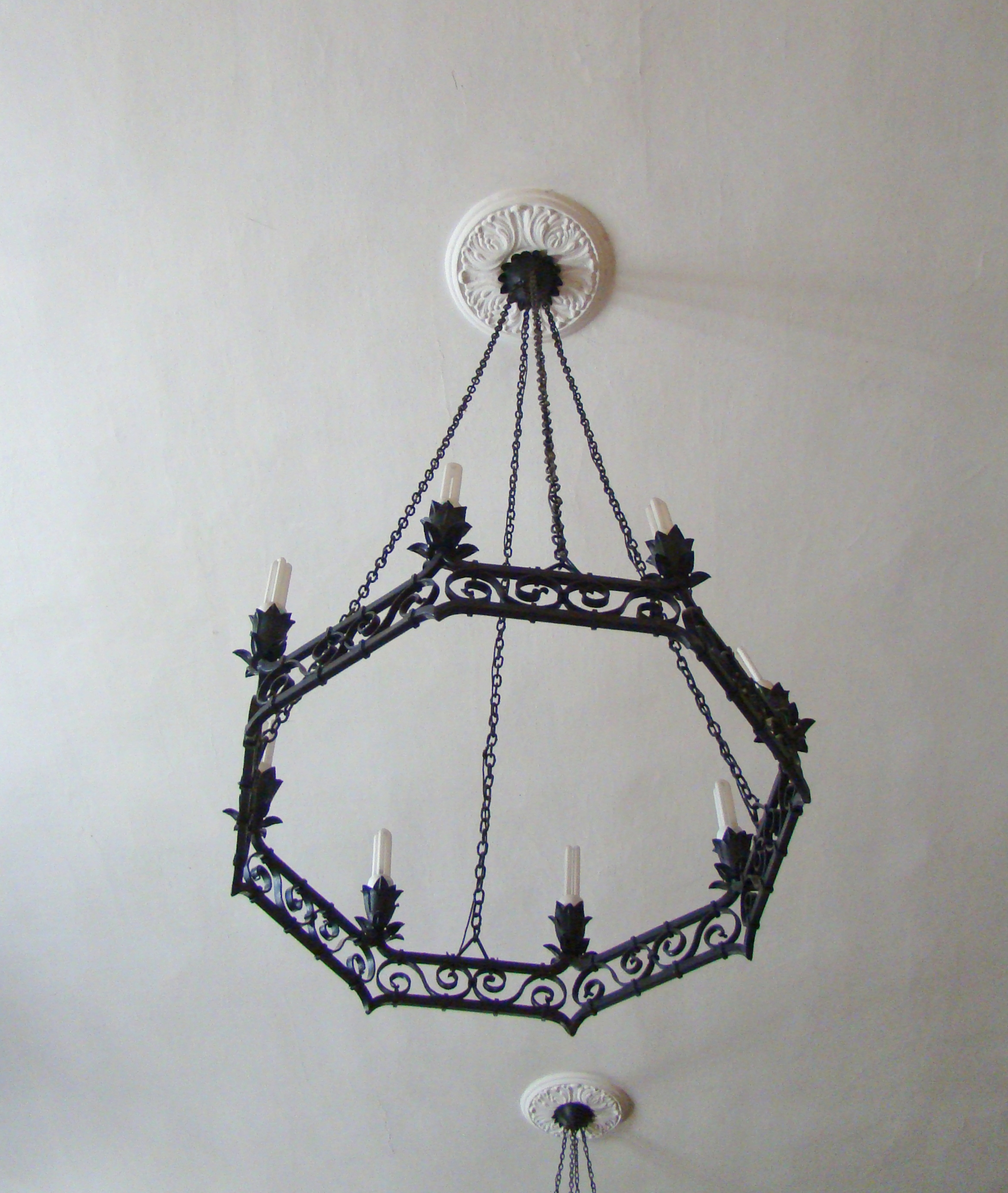
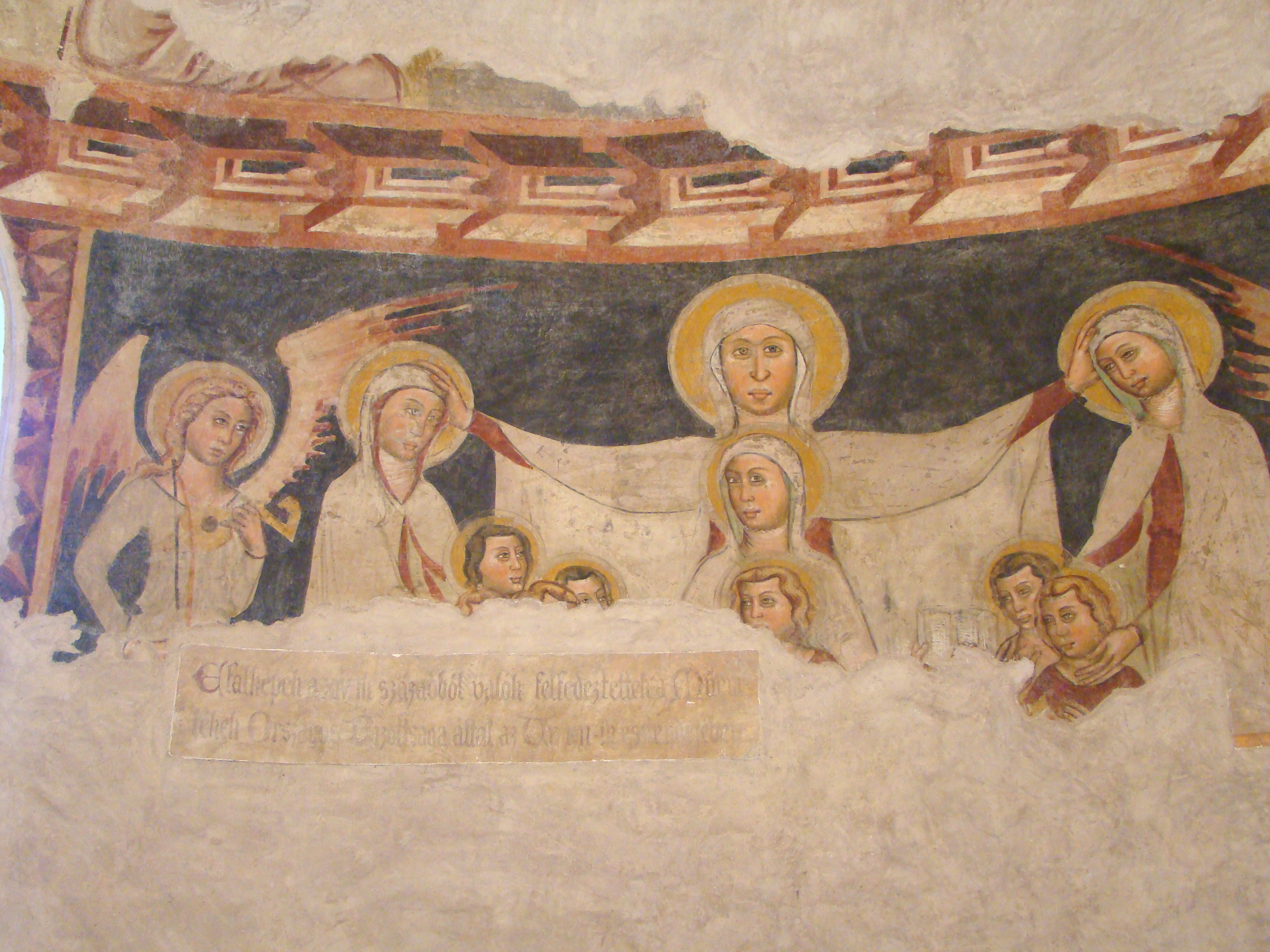
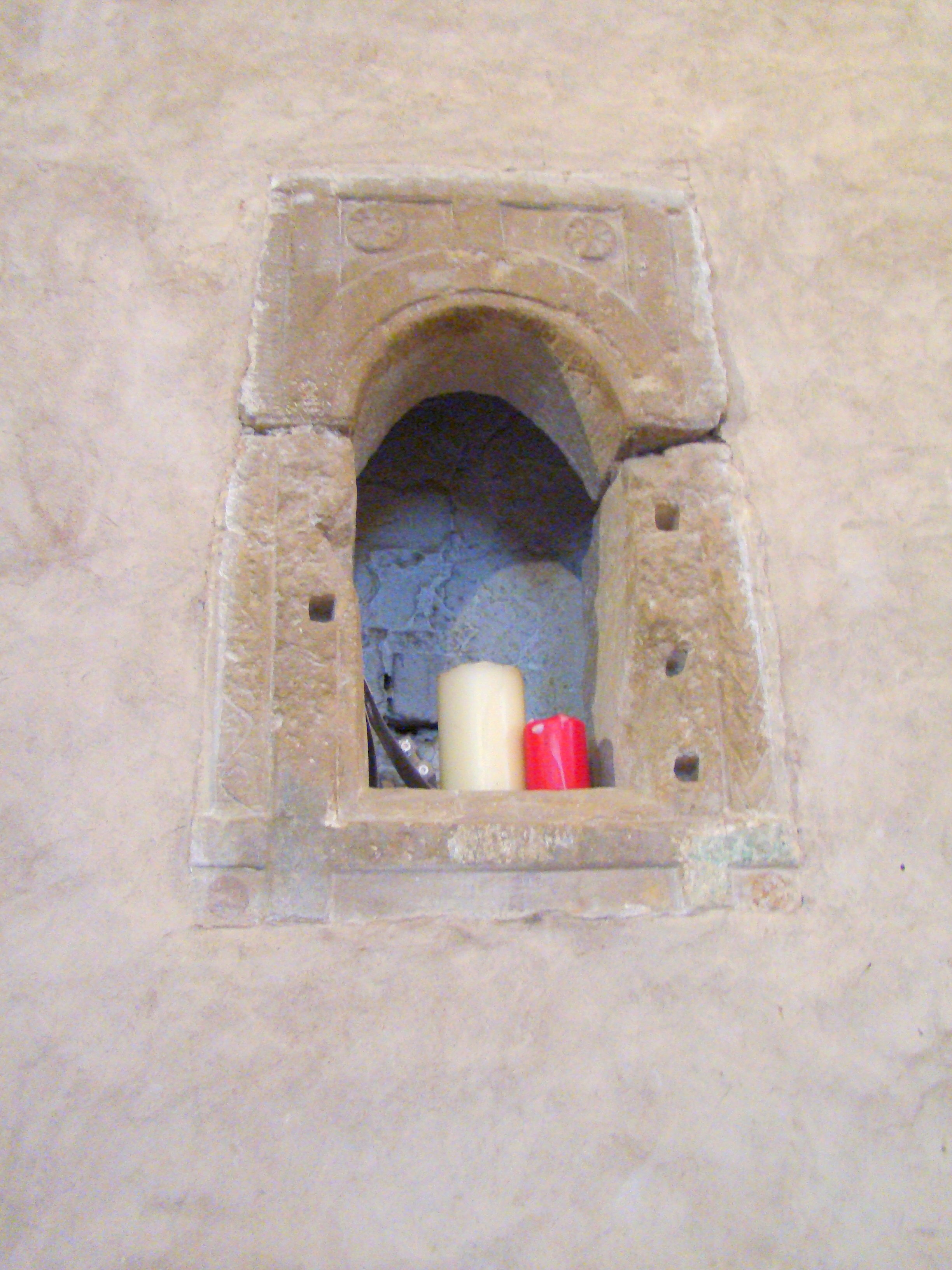
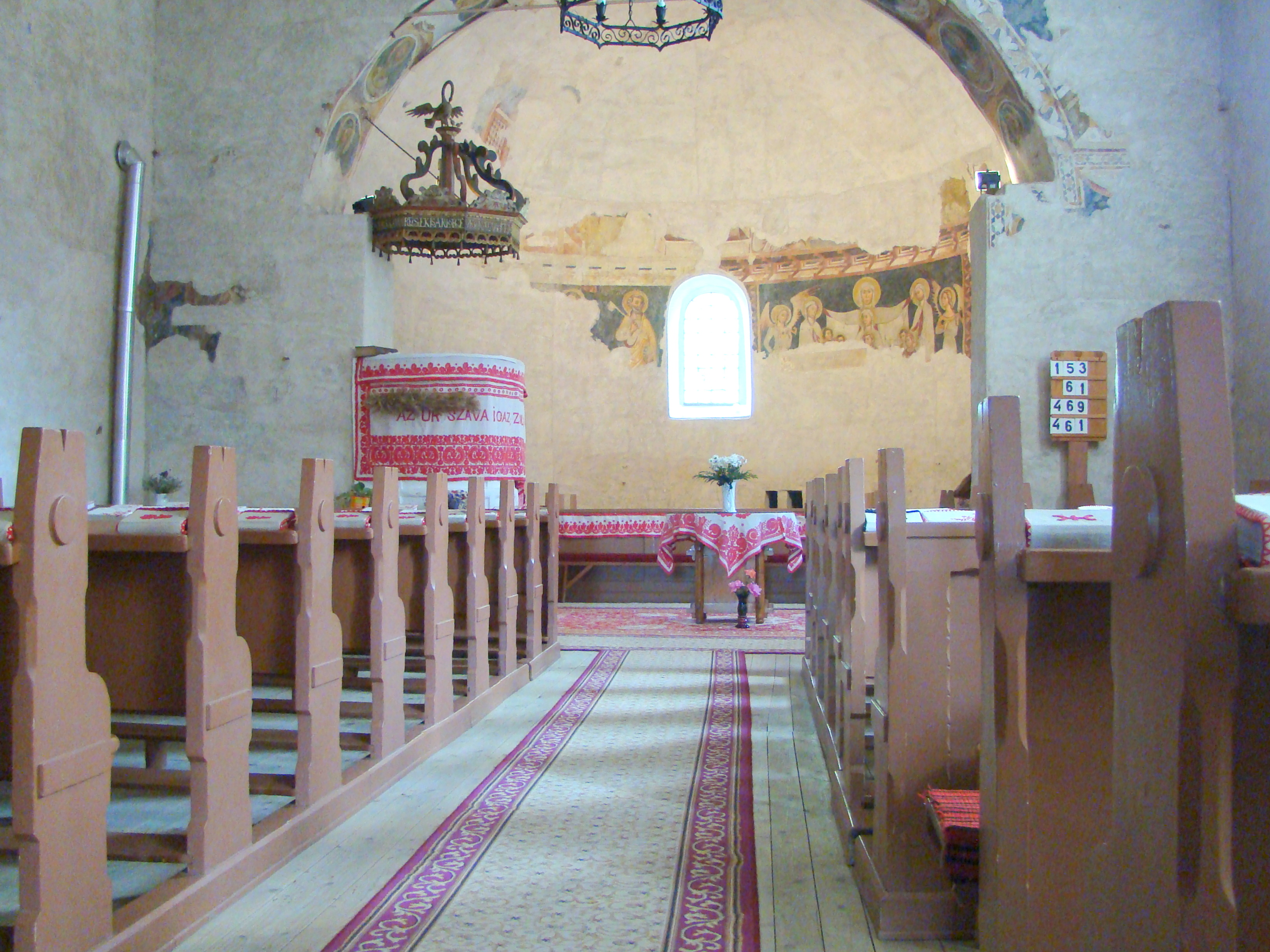
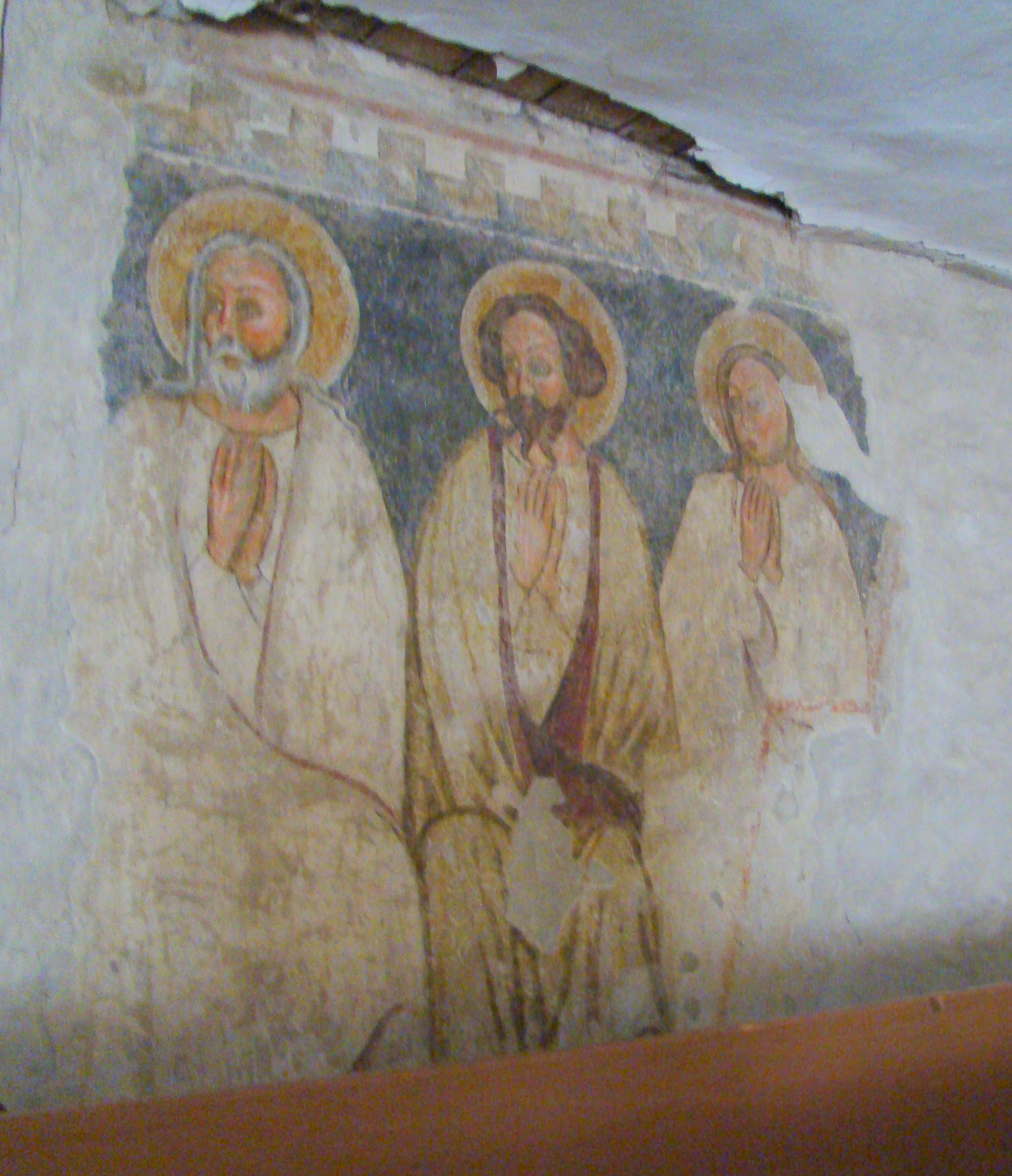
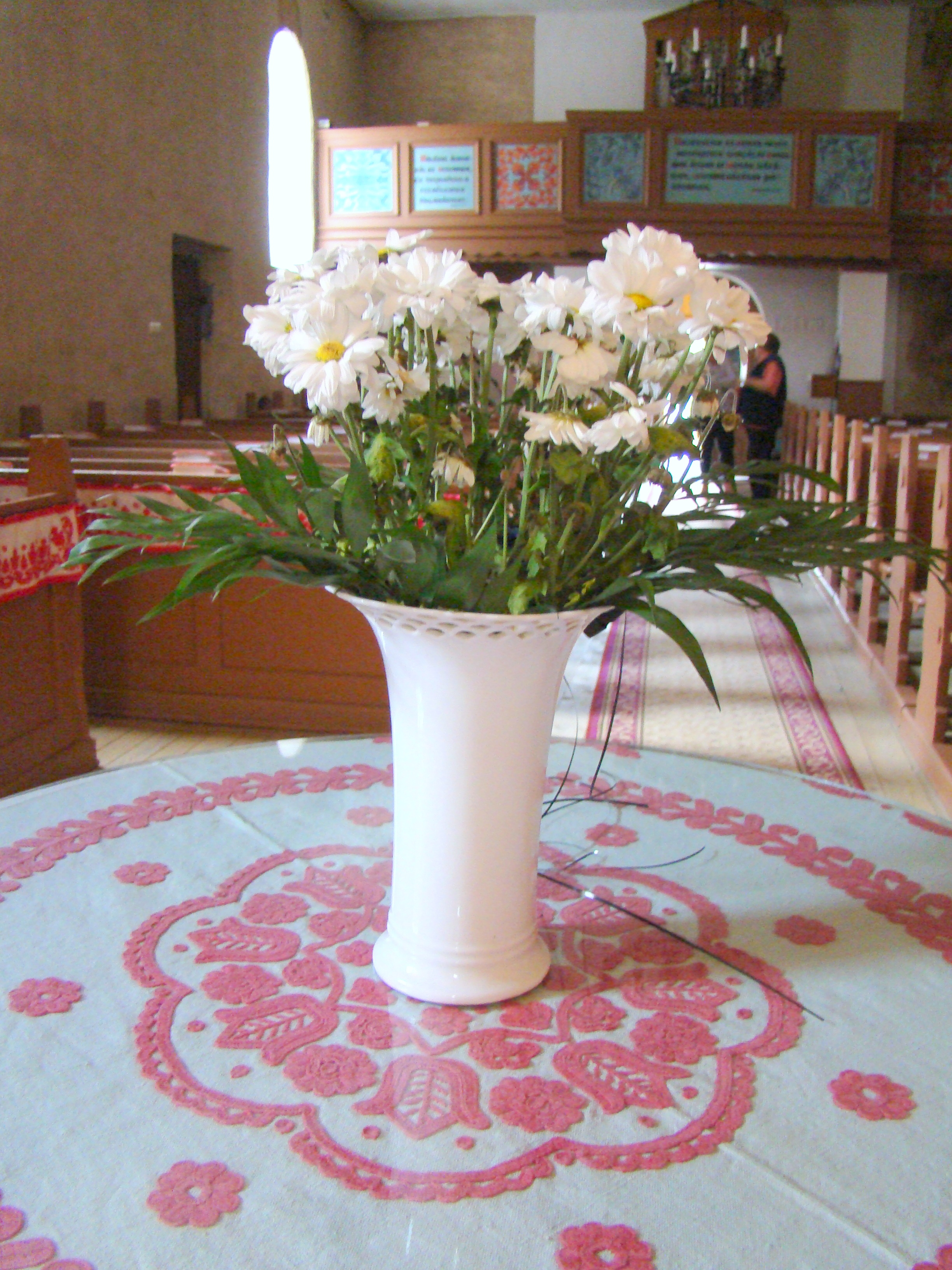
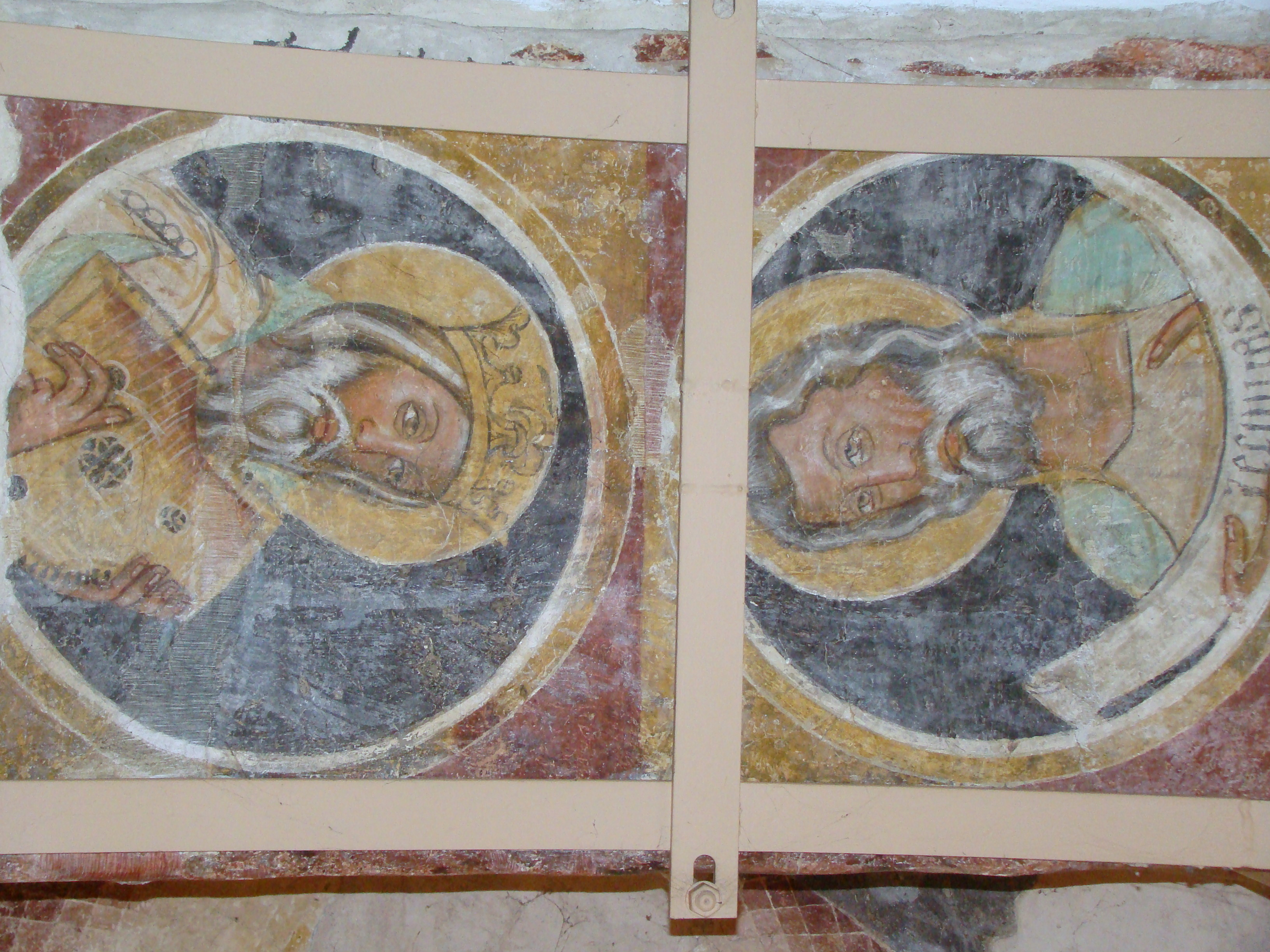
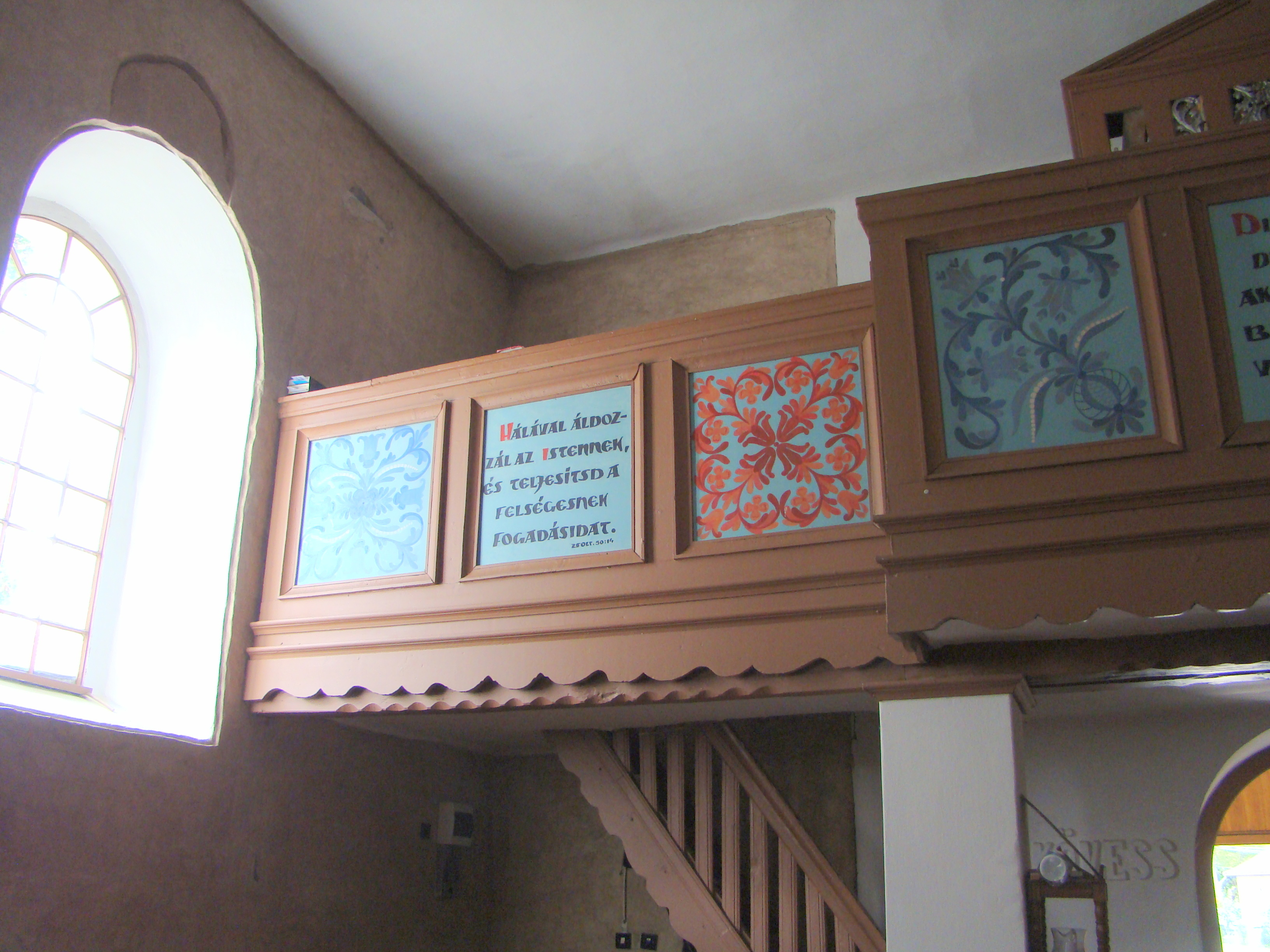
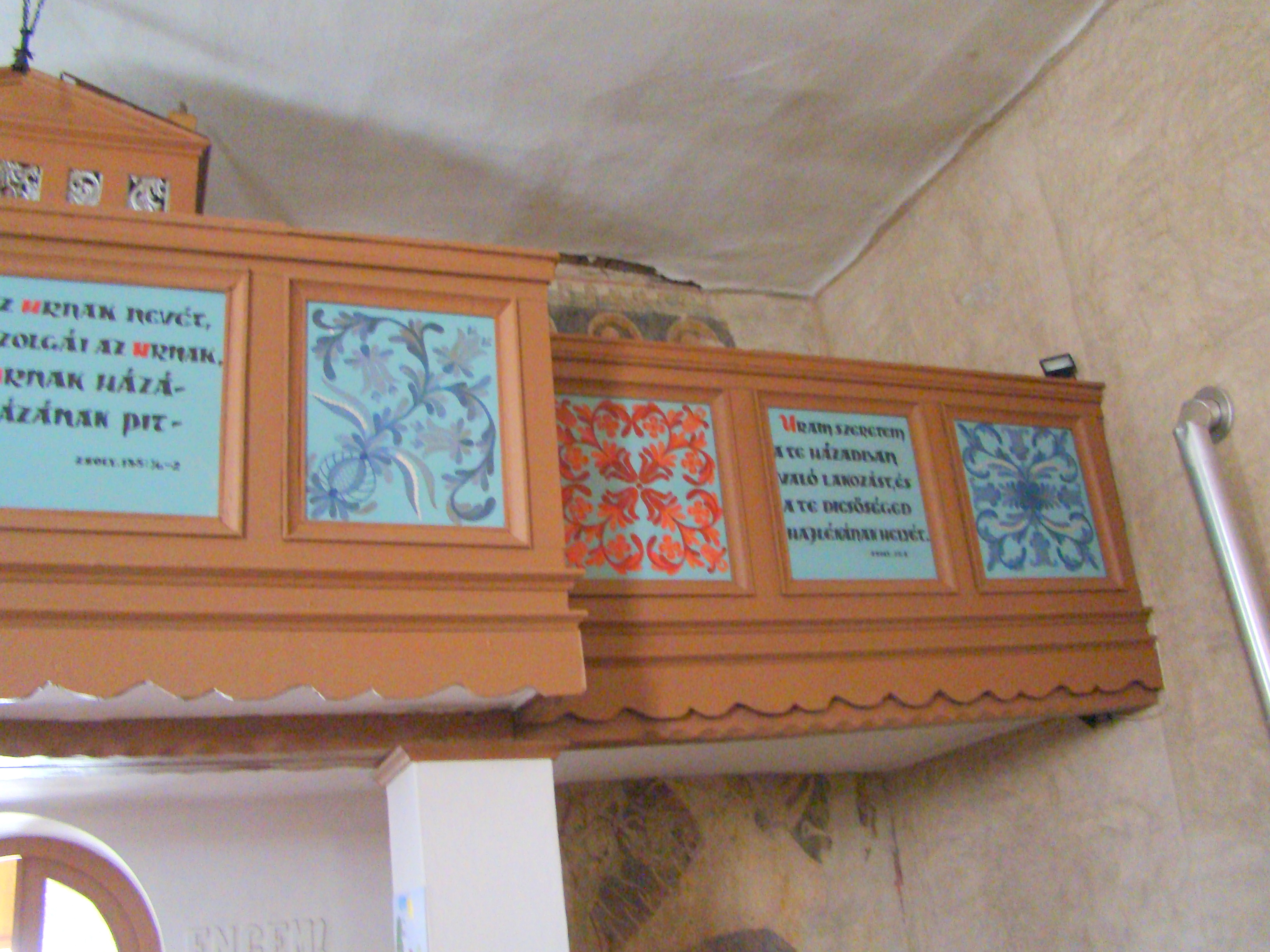
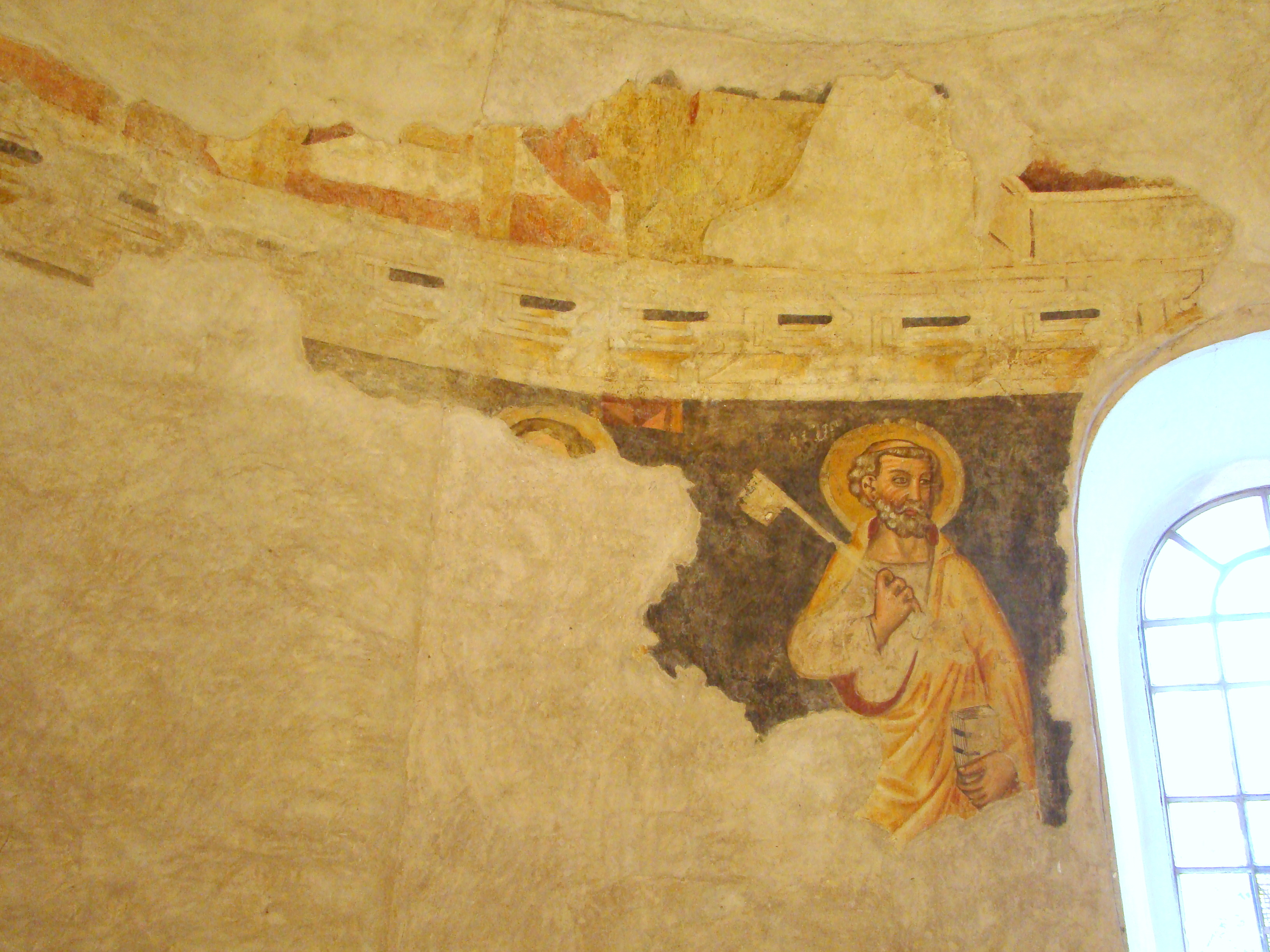
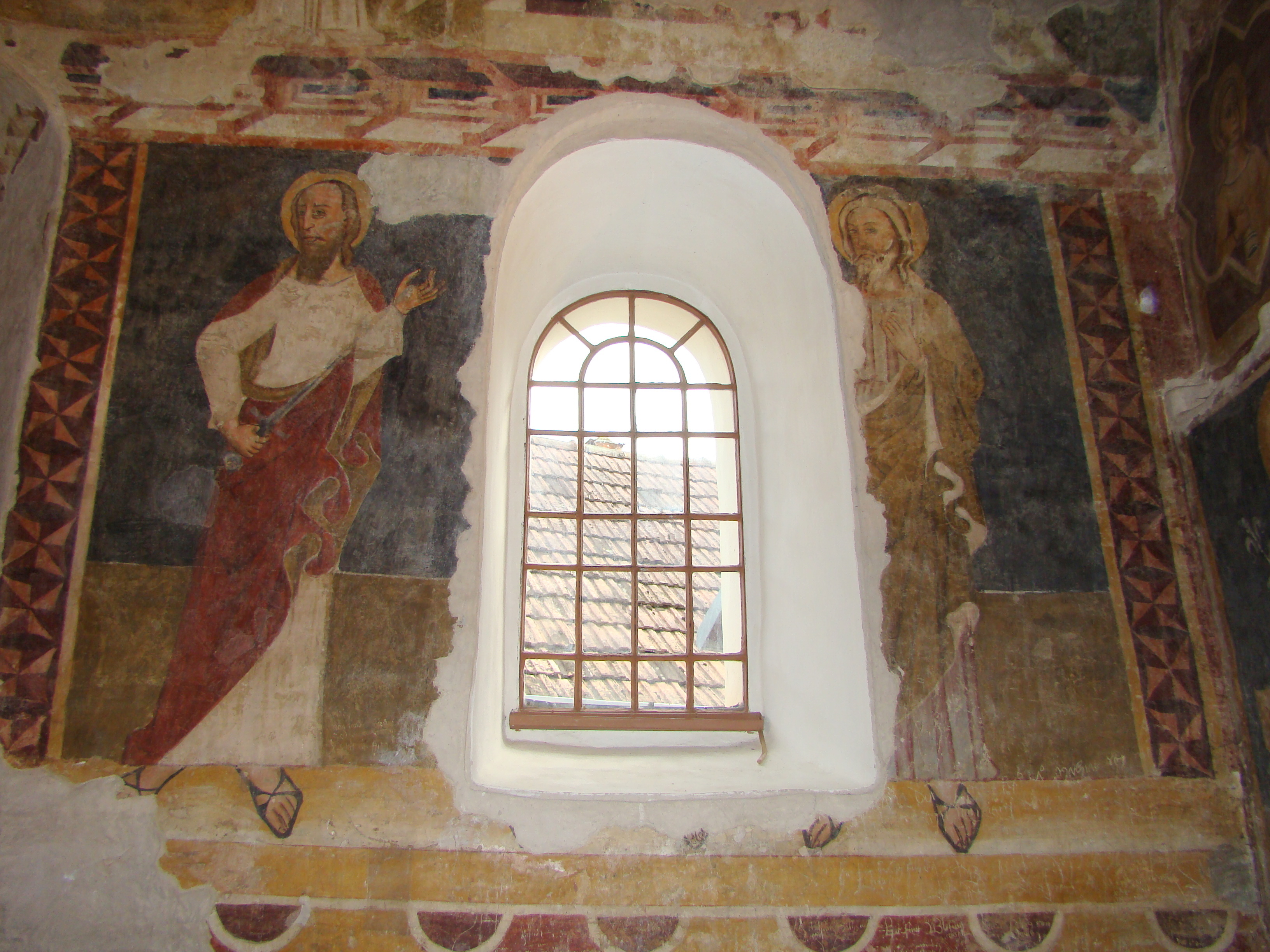
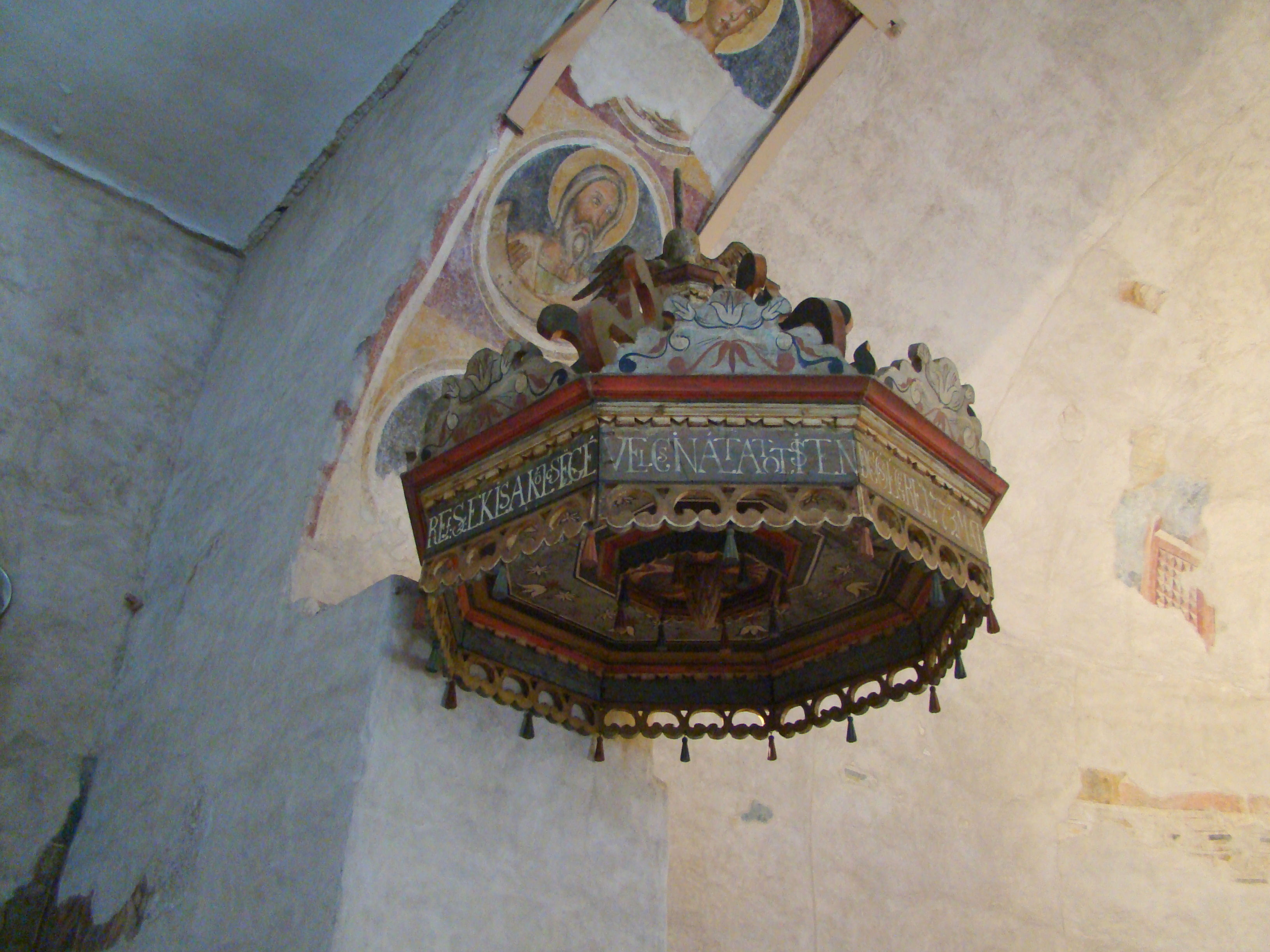
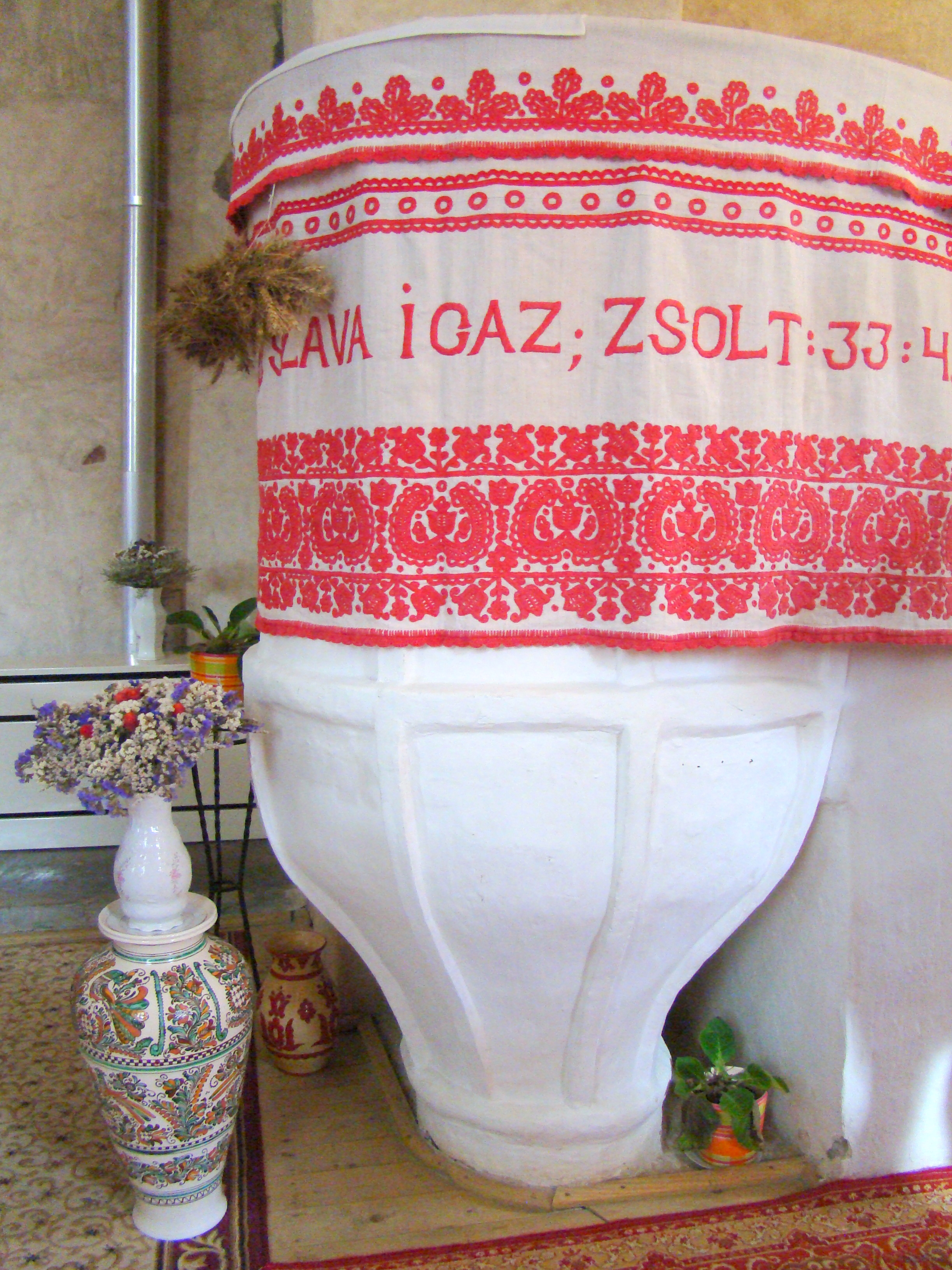
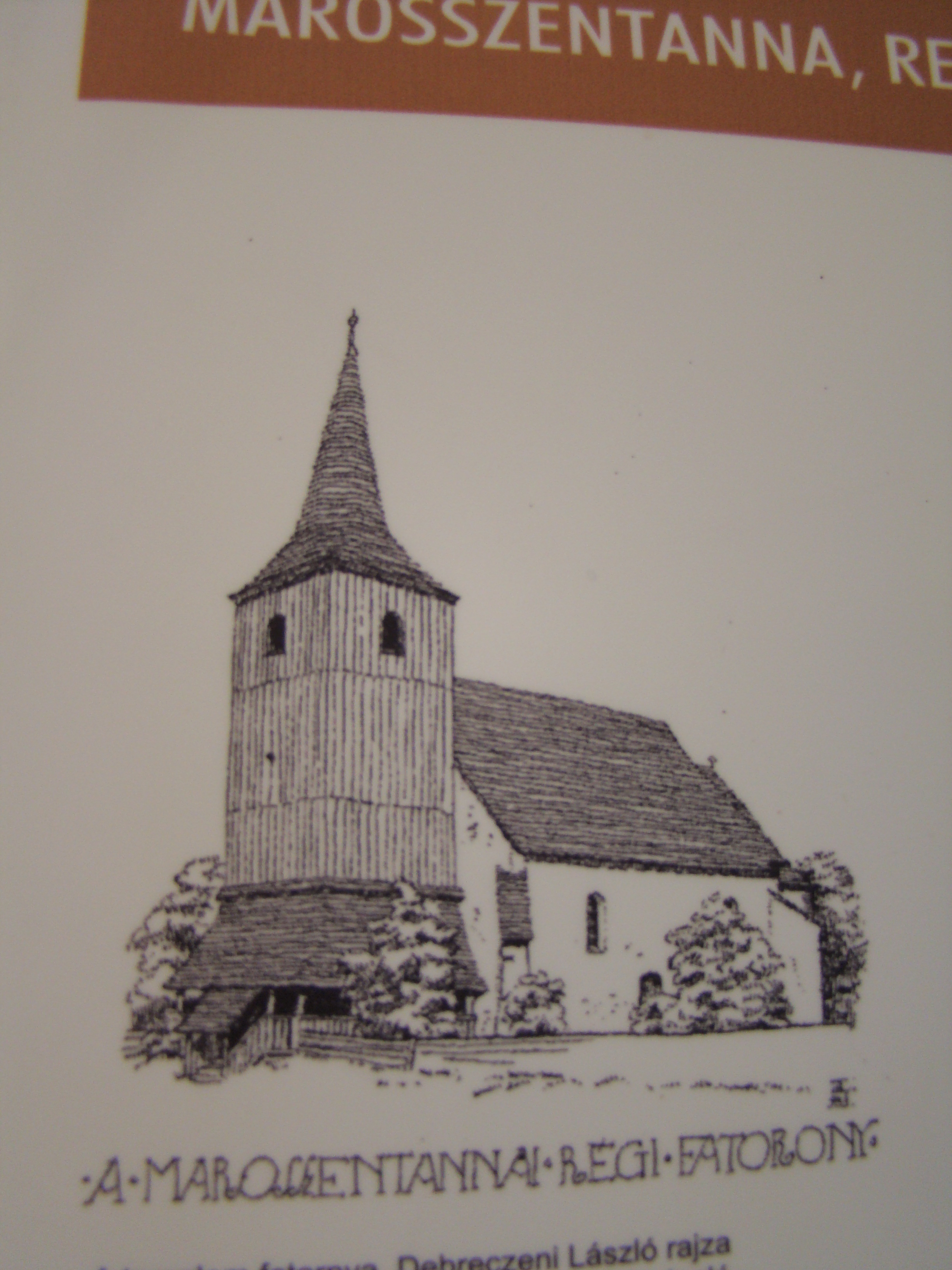
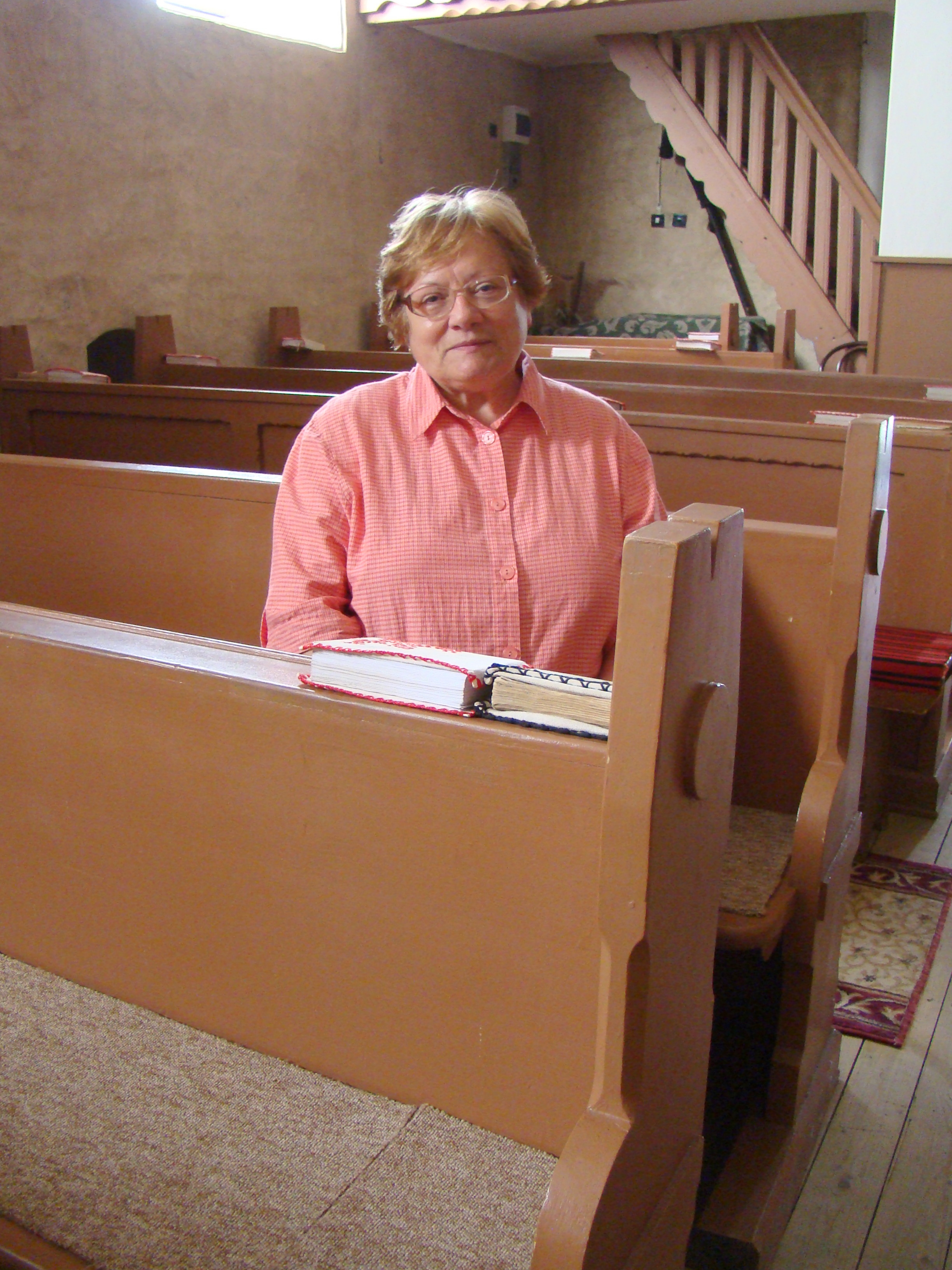
Pastorul reformat din parohia Sântana de Mureș; comuna Sântana de Mureș: Péter Júlia
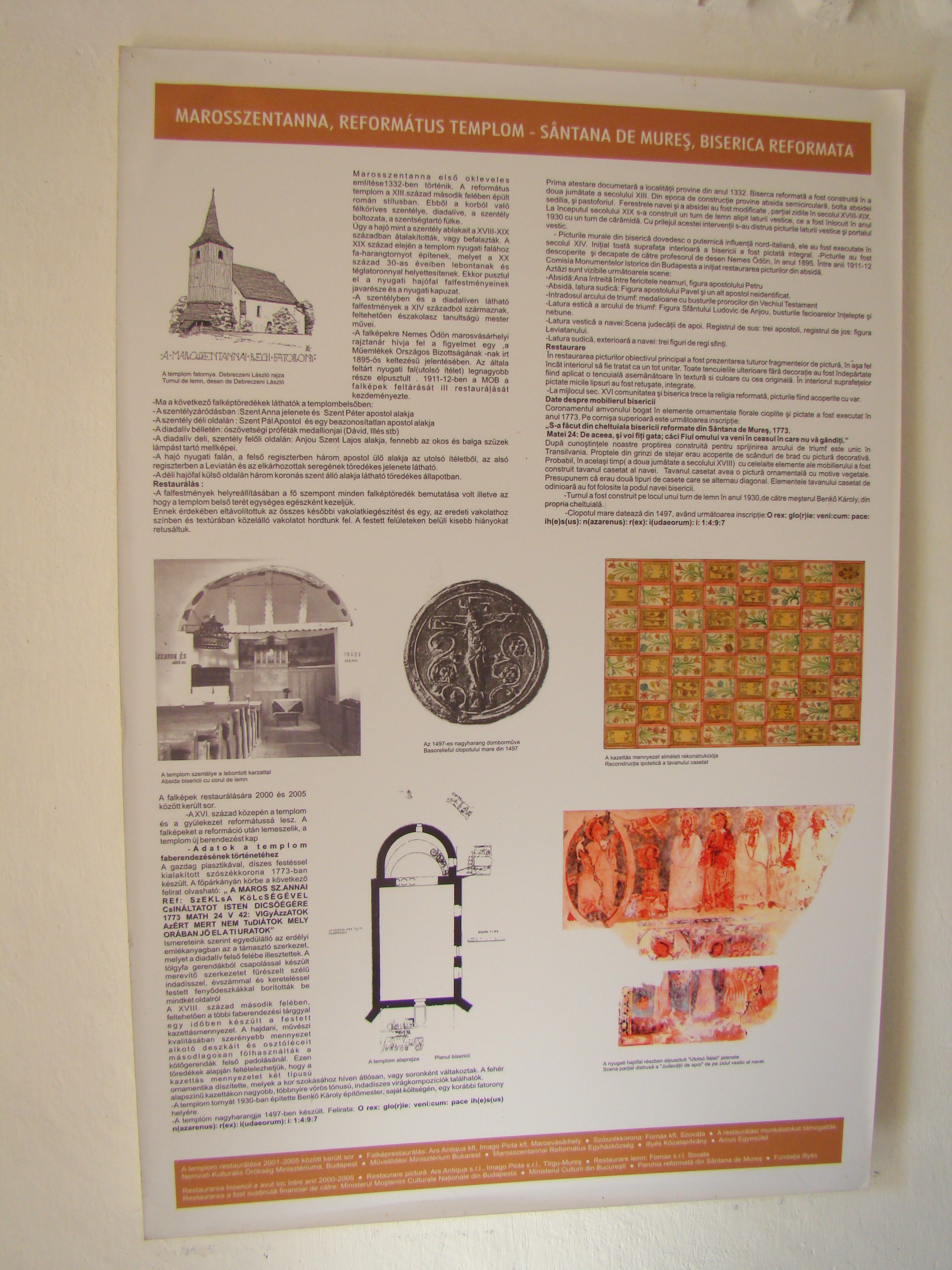